# 14. Oktober
Der 14. Oktober ist der 287. Tag des gregorianischen Kalenders (der 288. in Schaltjahren), somit bleiben 78 Tage bis zum Jahresende.

## Ereignisse

### Politik und Weltgeschehen

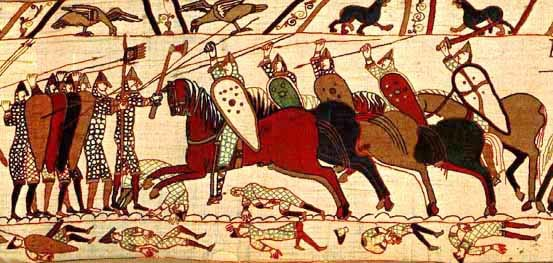
1066: Schlacht von Hastings

- 1066: In der Schlacht von Hastings besiegen die nach England vorgedrungenen Normannen unter Wilhelm dem Eroberer das angelsächsische Heer Harald Godwinsons (Harald II.), der im Kampf fällt. England steht fortan unter normannischer Herrschaft.
- 1279: Der Erzbischof von Köln, Siegfried von Westerburg, schließt mit den Grafen von Jülich den Pingsheimer Frieden, der die Einflusssphären der beiden Landesherren regelt.
- 1318: In der Schlacht bei Faughart wird ein irisch-schottisches Heer unter Edward Bruce von einer anglo-irischen Armee entscheidend besiegt. Damit war der schottische Versuch einer Eroberung Irlands gescheitert.
- 1322: In der Schlacht bei Byland schlägt ein schottisches Heer die Nachhut eines englischen Heeres. Der englische König Eduard II. kann nur knapp einer Gefangennahme entkommen.
- 1413: Der Hochmeister des Deutschen Ordens, Heinrich von Plauen, wird auf einem Generalkapitel des Ordens zum Rücktritt gezwungen.
- 1451: Unter der Führung von Ulrich von Eyczing wird auf Schloss Mailberg von einer Ständeversammlung aus Ober- und Niederösterreich der Mailberger Bund gegen König Friedrich IV., den späteren Kaiser Friedrich III., geschlossen.
- 1468: König Ludwig XI. von Frankreich und Herzog Karl der Kühne aus Burgund verständigen sich im Frieden von Péronne über französischen Besitz in der Grafschaft Flandern.

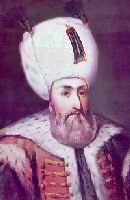
1529: Süleyman I.

- 1529: Bei der Ersten Wiener Türkenbelagerung gelingt es den Osmanen unter Süleyman dem Prächtigen, eine Bresche (Sulaiman-Bresche) in das Kärntnertor der Wiener Stadtmauer zu sprengen, doch die Verteidiger der Stadt können den Sturmangriff abwehren. In der darauf folgenden Nacht ziehen die Belagerer wegen des frühen Wintereinbruchs ab.
- 1533: In der Schlacht von Jemgum schlagen die Truppen des Herzogtums Geldern und des Balthasar von Esens während der Geldrischen Fehde jene der Grafschaft Ostfriesland.
- 1758: In der Schlacht bei Hochkirch erleidet Friedrich der Große eine Niederlage gegen die österreichische Armee unter den Feldmarschällen Leopold Joseph Daun und Ernst Gideon von Laudon. Die Schlacht markiert einen Wendepunkt im Siebenjährigen Krieg zugunsten der Österreicher und bringt Preußen in die Defensive.
- 1773: In Polen wird unter König Stanislaus II. August die weltweit erste ministerielle Organisation für Erziehung, die Komisja Edukacji Narodowej (Kommission für Nationale Bildung), eingerichtet, die Hugo Kołłątaj maßgeblich beeinflusst.
- 1781: Den Amerikanern und Franzosen gelingt bei der Belagerung von Yorktown während des Amerikanischen Unabhängigkeitskrieges der entscheidende Durchbruch durch die Eroberung zweier wichtiger Befestigungen. Die Evakuierung der britischen Truppen durch General Charles Cornwallis misslingt, weshalb er am nächsten Tag die Kapitulation anbietet.
- 1793: In Paris beginnt während der Französischen Revolution der Prozess gegen die Witwe Capet genannte ehemalige Königin Marie-Antoinette wegen Hochverrats.
- 1805: Mit der Schlacht von Elchingen, die bis zum 19. Oktober dauert, beginnt der Dritte Koalitionskrieg.

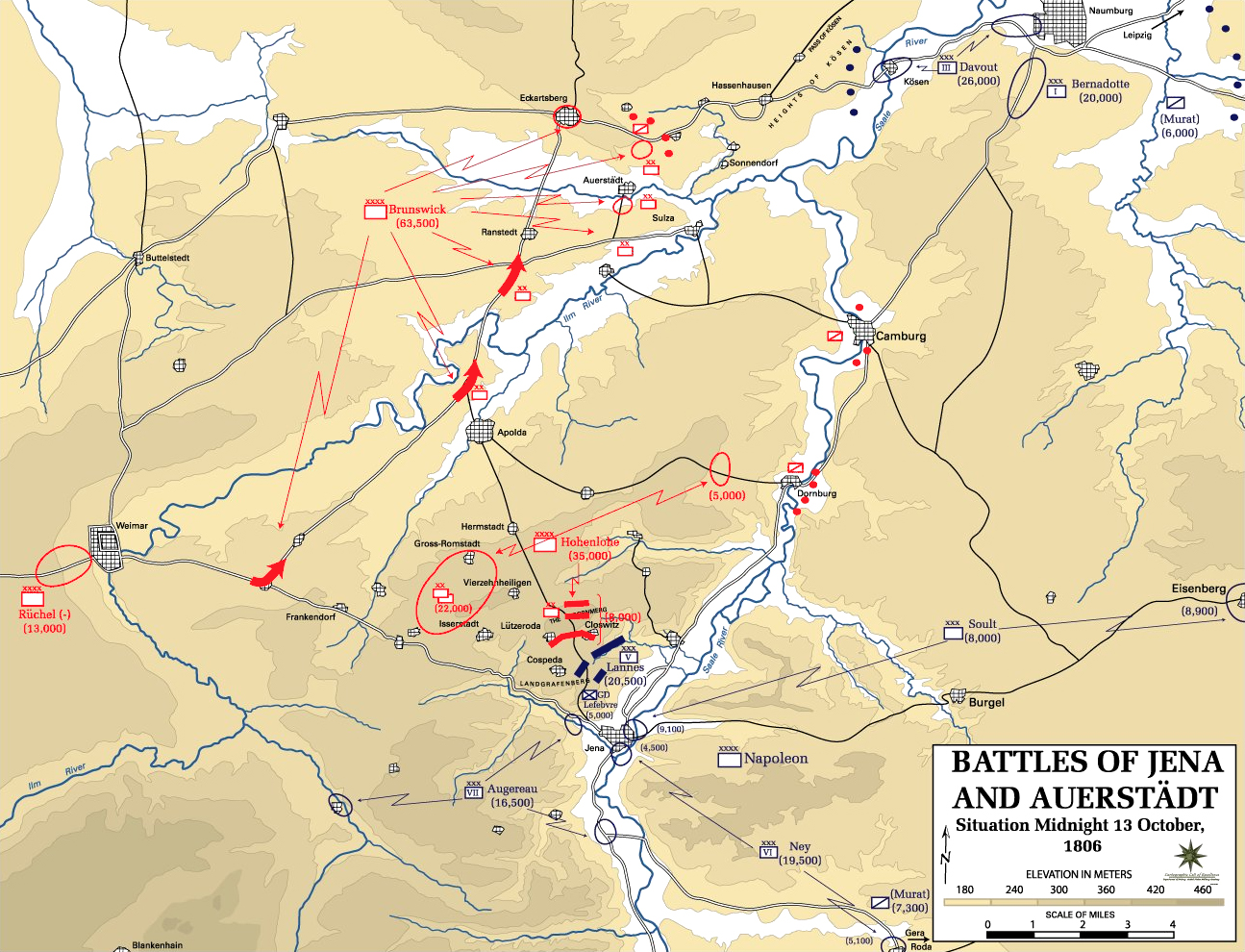
1806: Schlacht bei Jena und Auerstedt

- 1806: Die Doppelschlacht von Jena und Auerstedt während des Vierten Koalitionskrieges endet mit dem Sieg der französischen Truppen unter Napoleon gegen Preußen.
- 1809: Nach der Besetzung Wiens und dem Sieg in der Schlacht bei Wagram diktiert Napoleon dem Kaisertum Österreich den Frieden von Schönbrunn zur Beendigung des Fünften Koalitionskrieges. Österreich verliert seinen Zugang zur Adria und muss Salzburg an das Königreich Bayern abtreten.
- 1813: Das mit ihm bisher verbündete Königreich Bayern erklärt Frankreich den Krieg.
- 1899: Im geheim gehaltenen Vertrag von Windsor erkennen Großbritannien und Portugal gegenseitig ihre Besitzungen in Afrika an. Großbritannien erhält das Recht auf freie Truppenbewegungen in den portugiesischen Kolonien gegen die Verpflichtung, bei ihrer Verteidigung zu helfen.

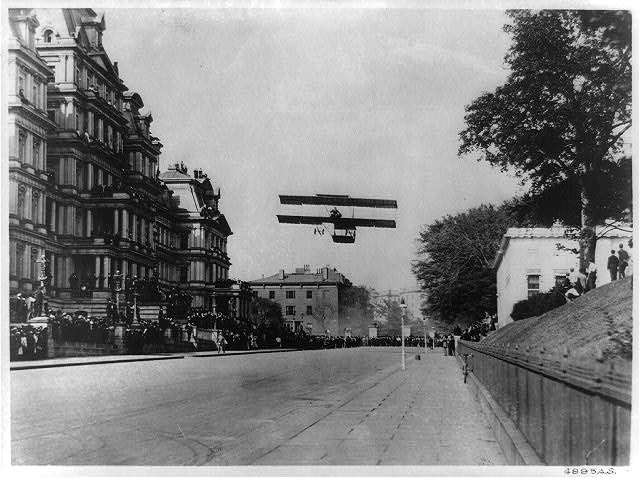
1910: Farman III über der W. Executive Ave. in Washington D.C.

- 1910: Der britische Flieger Claude Grahame-White landet mit seinem Farman III-Doppeldecker auf der Executive Avenue (heute Pennsylvania Avenue) in Washington, D.C. in der Nähe des Weißen Hauses. Der Pilot wird festgenommen, die Presse berichtet über die Flugsensation.
- 1915: Bulgarien tritt auf der Seite der Mittelmächte in den Ersten Weltkrieg ein.
- 1919: Im Vorfeld der geplanten Volksabstimmung in Oberschlesien beschließt die Preußische Nationalversammlung das Gesetz, betreffend die Errichtung einer Provinz Oberschlesien.

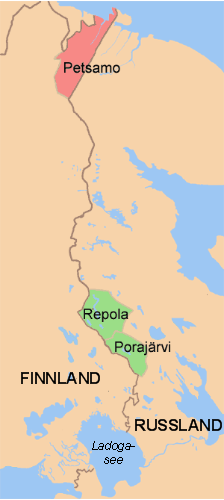
1920: Neuer russisch-finnischer Grenzverlauf

- 1920: Sowjetrussland und Finnland schließen den Frieden von Dorpat. Der Vertrag beendet die Feindseligkeiten zwischen beiden Ländern und legt das Staatsgebiet Finnlands weitgehend in den Grenzen des zaristischen Großfürstentums fest, erweitert um das Gebiet des eisfreien Nordmeerhafens Petsamo.
- 1933: Joseph Goebbels erklärt den Austritt des Deutschen Reichs aus dem Völkerbund. Zugleich verlässt Deutschland die Genfer Abrüstungskonferenz.
- 1939: In den frühen Morgenstunden versenkt das U-Boot U 47 unter Kapitänleutnant Günther Prien das Schlachtschiff Royal Oak im Kriegshafen Scapa Flow.
- 1943: Bei einem erfolgreichen Aufstand der Häftlinge des Vernichtungslagers Sobibor werden neun SS-Angehörige getötet. Rund 400 Häftlinge können fliehen. Daraufhin werden die übrigen Lagerinsassen von der SS ermordet und das Lager endgültig geschlossen.
- 1943: Am Schwarzen Donnerstag erleidet die United States Army Air Forces schwere Verluste bei Luftangriffen auf Schweinfurt.
- 1944: Der deutsche Generalfeldmarschall Erwin Rommel wird als Mitverschwörer des 20. Juli zum Suizid gezwungen.
- 1953: Das Massaker von Qibya nimmt am Abend seinen Anfang. Im Dorf Qibya, wo sich ein Außenposten der Arabischen Legion befindet, zerstören Eliteeinheiten der israelischen Armee 45 Häuser, eine Schule und eine Moschee. Dabei kommen 69 Araber, darunter 42 Dorfbewohner, ums Leben.

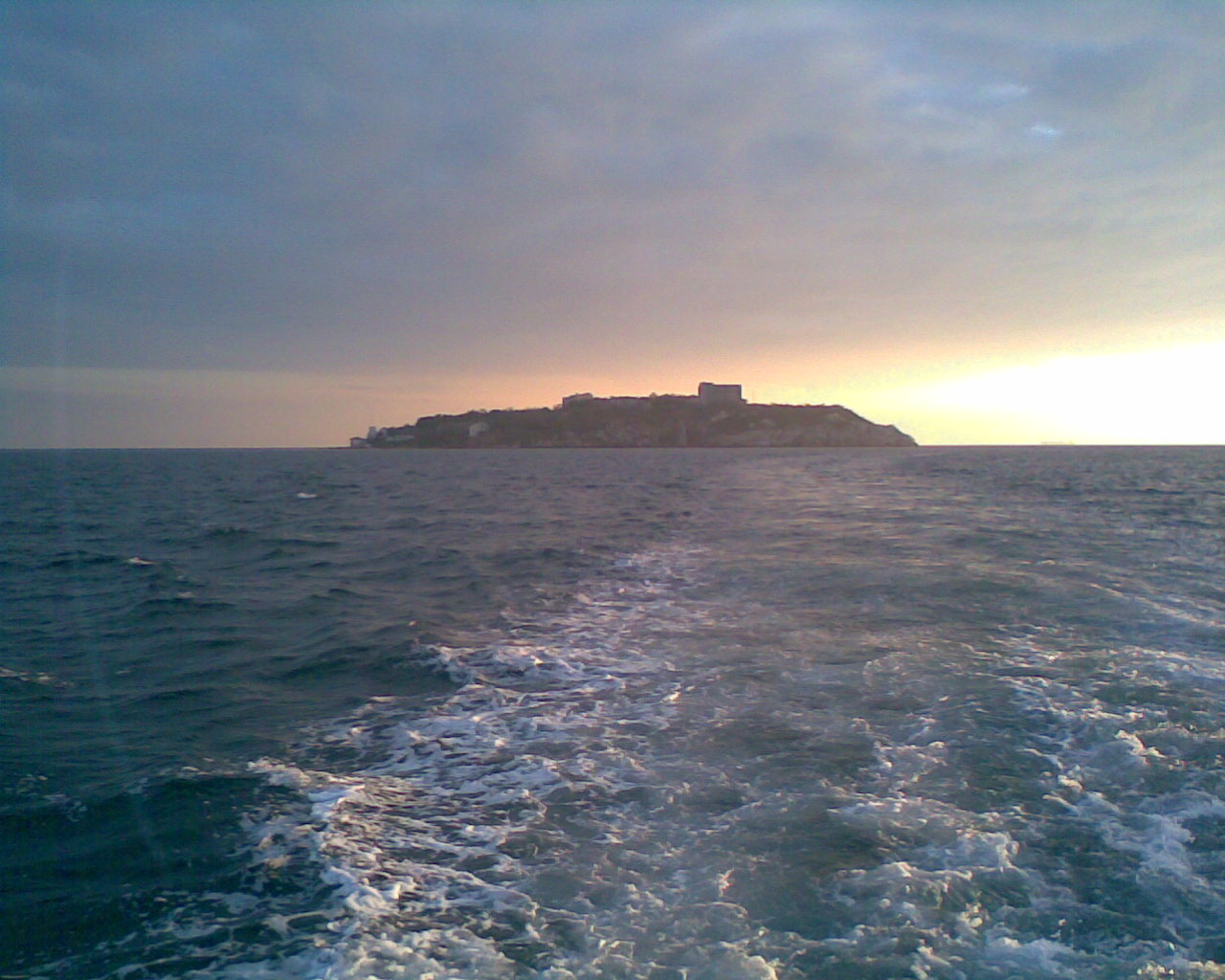
1960: Insel Yassıada

- 1960: In der Türkei beginnen nach dem Militärputsch die Yassıada-Prozesse gegen 592 ehemalige Regierungsmitglieder, Abgeordnete des türkischen Parlaments und Beamte, darunter auch Staatspräsident Celâl Bayar und Ministerpräsident Adnan Menderes.
- 1962: Beginn der Kubakrise: Auf Befehl von US-Präsident John F. Kennedy überfliegen U-2F-Flugzeuge vom Luftwaffenstützpunkt Laughlin in Texas aus die Raketenstellungen auf Kuba auf der Suche nach sowjetischen Raketen.
- 1964: Nikita Chruschtschow wird als Regierungschef der UdSSR und Generalsekretär der KPdSU gestürzt. Sein Nachfolger wird Leonid Breschnew.

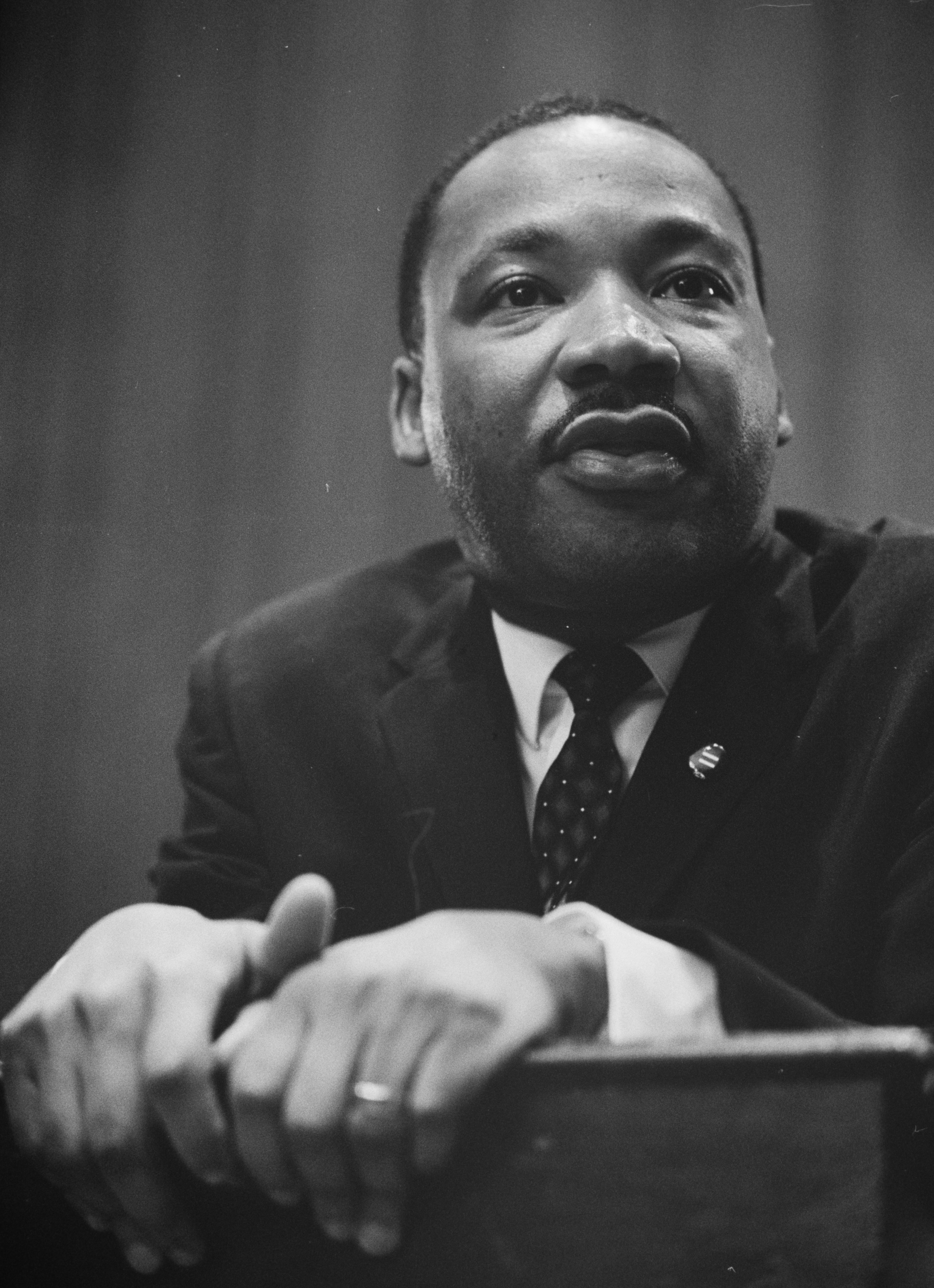
1964: Martin Luther King

- 1964: Martin Luther King wird der Friedensnobelpreis zuerkannt.
- 1969: Der Sozialdemokrat Olof Palme, bis dahin schwedischer Bildungsminister, wird als Nachfolger von Tage Erlander neuer Ministerpräsident.
- 1973: Volksaufstand in Thailand: Nach Studentenunruhen, bei denen über 70 Menschen ums Leben kommen, tritt die Militärregierung unter Thanom Kittikachorn zurück. Neuer Premierminister wird Sanya Dharmasakti.
- 1981: In Ägypten wird Husni Mubarak zum Staatspräsidenten gewählt. Er ist Nachfolger des durch ein Attentat ermordeten Anwar as-Sadat.
- 1990: Im Beitrittsgebiet des vereinten Deutschlands finden elf Tage nach Wirksamwerden des Ländereinführungsgesetzes Wahlen zu den Landesparlamenten statt. Dabei wird in den Landtagswahlen in Mecklenburg-Vorpommern, Sachsen, Sachsen-Anhalt und Thüringen die CDU stärkste Partei, in Brandenburg die SPD.
- 2003: Gyude Bryant wird Staats- und Regierungspräsident der Übergangsregierung in Liberia.
- 2004: Nach dem Rücktritt seines Vaters Norodom Sihanouk am 7. Oktober wird Norodom Sihamoni neuer König von Kambodscha.
- 2006: Der Konflikt im Ostsudan wird durch ein in Eritrea unterzeichnetes Friedensabkommen zwischen den sudanesischen Konfliktparteien beendet.
- 2006: Mit seiner Resolution 1718 verhängt der UN-Sicherheitsrat Sanktionen gegen Nordkorea und dessen Staatschef Kim Jong-il wegen der Kernwaffentests vom 9. Oktober.
- 2012: Beim Referendum in Litauen 2012 entscheidet die Bevölkerung sich gegen den Bau neuer Atomkraftwerke. Dies leitet den Atomausstieg Litauens ein.

### Wirtschaft
- 1959: Die Blick-Erstausgabe erscheint. Die erste Boulevardzeitung der Schweiz erregt in der Folge viel Kritik im Hinblick auf ihre Themenschwerpunkte Verbrechen, Sex und Sport.
- 1960: Auf Kuba wird – infolge der Kubanischen Revolution – die Familie Bacardi entschädigungslos enteignet.

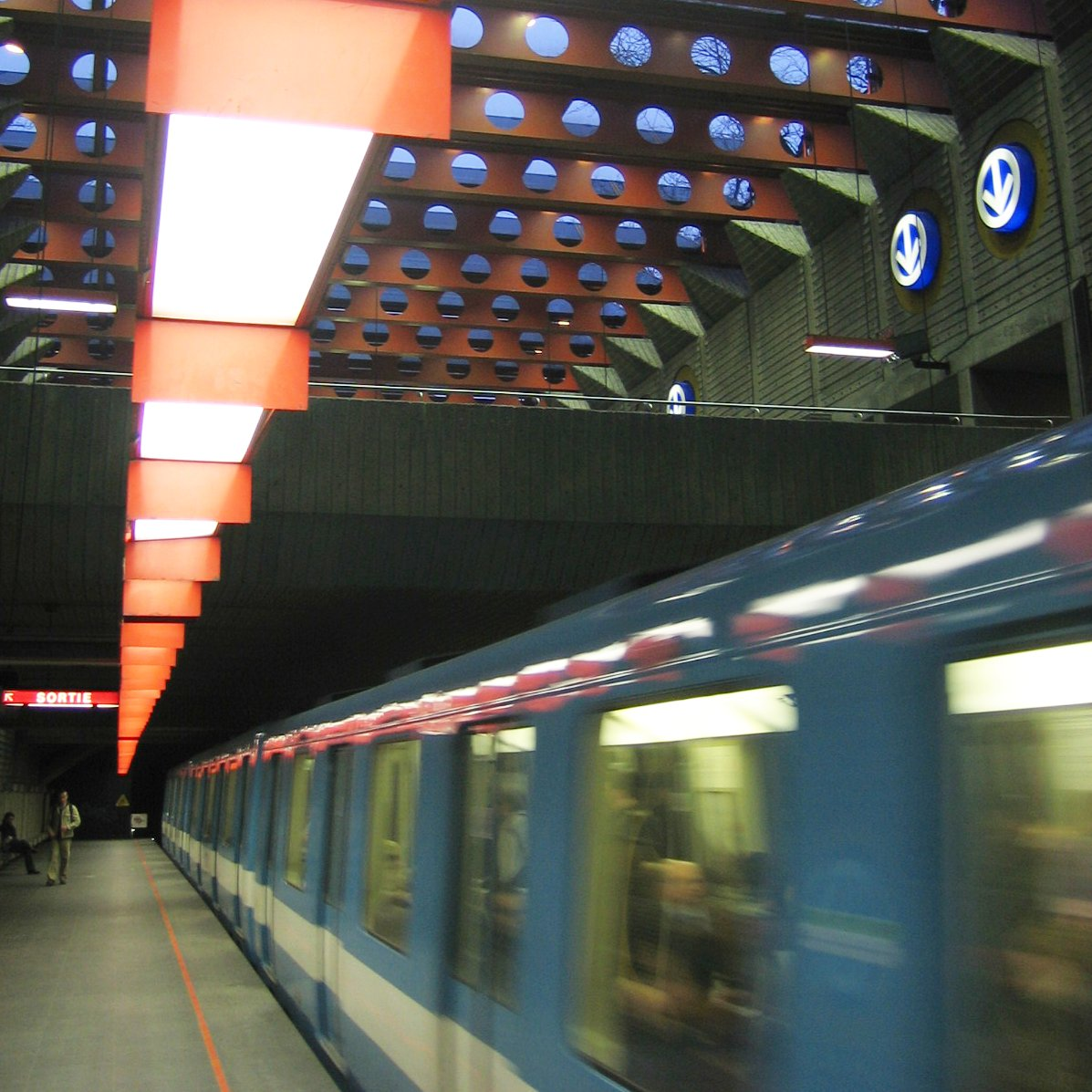
1966: Metro Montreal

- 1966: Die Metro Montreal, das zweitälteste U-Bahnsystem Kanadas, wird mit zwei Linien in Montreal eröffnet.
- 1999: Die Spielkonsole Dreamcast von Sega wird in Europa veröffentlicht. Aufgrund des ausbleibenden kommerziellen Erfolges ist sie die vorerst letzte stationäre Spielkonsole dieses Unternehmens.
- 2008: In Island, dem aufgrund des Zusammenbruchs seines Bankensystems der Staatsbankrott droht, bricht der Aktienindex der Börse in Reykjavík nach mehrtägiger Handelspause um 77 % ein.

### Wissenschaft und Technik
- 1655: Die Duisburger Universität wird feierlich eröffnet.
- 1774: In Kaiserslautern wird die Hohe Kameral-Schule zu Lautern, die älteste kameralistische Fachhochschule Europas, eröffnet.
- 1829: Das Rennen von Rainhill, das am 6. Oktober begonnen hat, endet mit einem Sieg der Dampflokomotive The Rocket von George und Robert Stephenson.
- 1872: Die erste Eisenbahnstrecke Japans wird zwischen Tokio und Yokohama eröffnet.
- 1882: In Lahore entsteht die University of the Punjab.
- 1888: Louis Le Prince nimmt mit einer selbst entwickelten Filmkamera den ersten Film der Welt auf, die Roundhay Garden Scene.
- 1916: Die Staatliche Universität Perm wird als Ableger der Universität Sankt Petersburg in der Uralregion gegründet.
- 1947: Chuck Yeager durchbricht in einer Bell X-1 in etwa 13.000 m Höhe als erster Mensch erwiesenermaßen die Schallmauer.
- 1948: Der Greyerzersee, längster Speichersee in der Schweiz, wird offiziell eingeweiht.
- 1952: In Marseille wird die Cité radieuse eröffnet. Das Gebäude ist das erste von fünf Wohneinheiten modernen Typs, die der Architekt Le Corbusier geplant hat.
- 1993: In Leipzig wird das Leibniz-Institut für Troposphärenforschung eröffnet.
- 1996: Matthias Ettrich startet das K Desktop Environment-Projekt.
- 2012: Felix Baumgartner springt im Rahmen des Projekts Red Bull Stratos aus ca. 39 Kilometern Höhe ab und durchbricht als erster Mensch im freien Fall die Schallmauer.
- 2017: Das interstellare Objekt 1I/Óumuamua fliegt in einem Abstand von 24 Mio. Kilometern an der Erde vorbei.
- 2024: Die Raumsondenmission Europa Clipper zur Erforschung des Eismondes Europa wird um 16:06 GMT vom Weltraumbahnhof Kennedy Space Center gestartet.

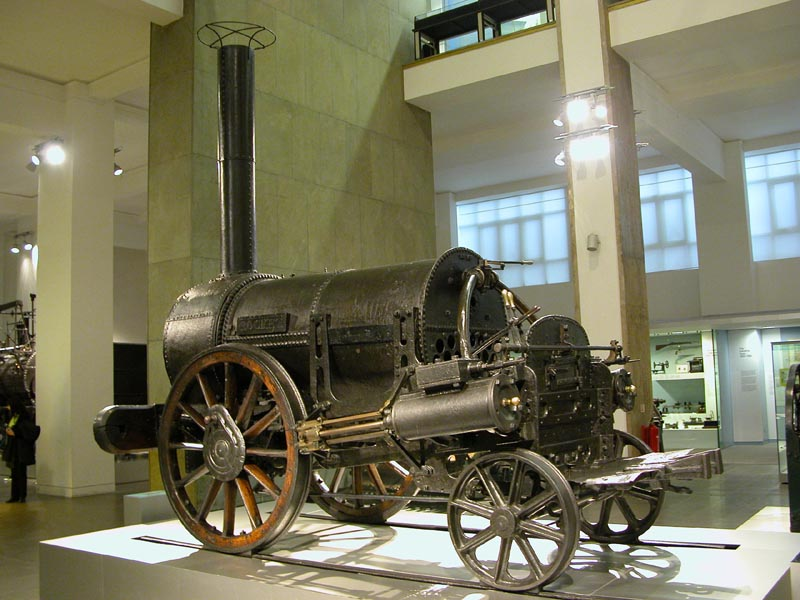
1829: The Rocket
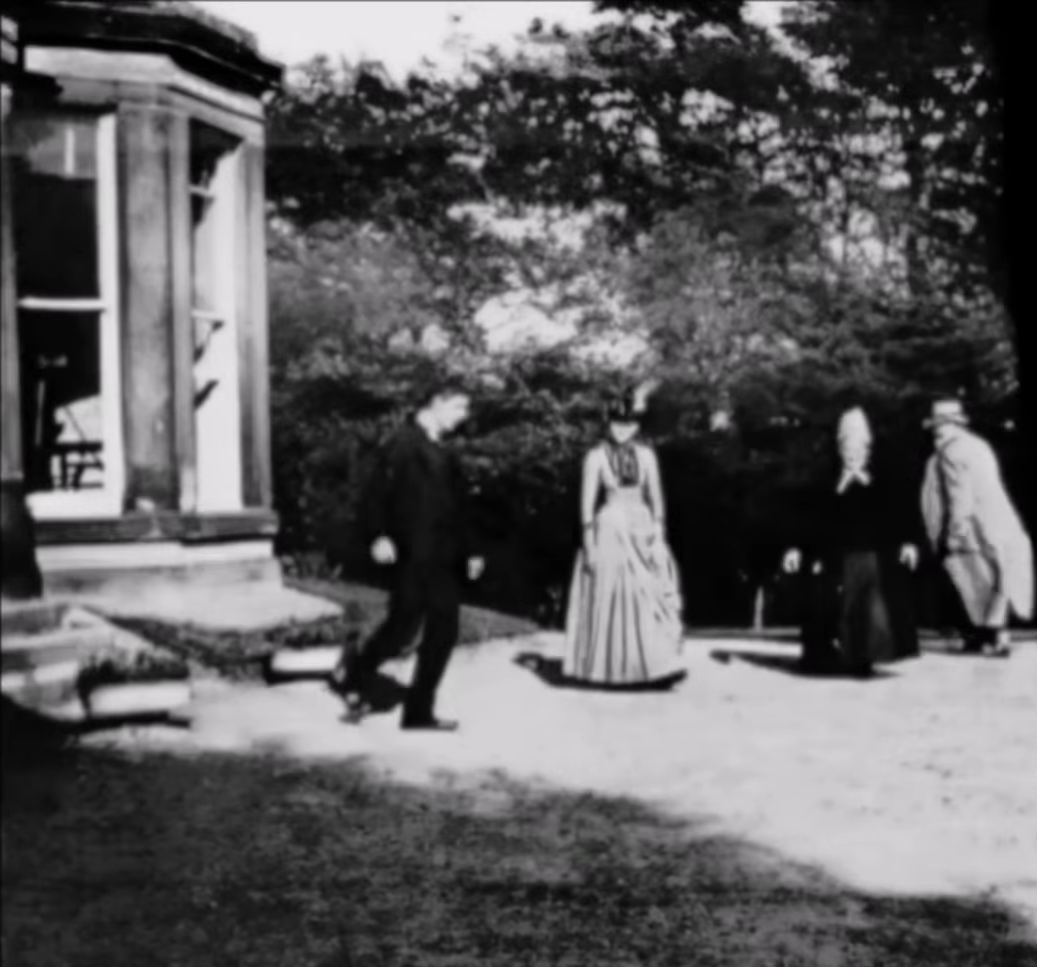
1888: Roundhay Garden Scene
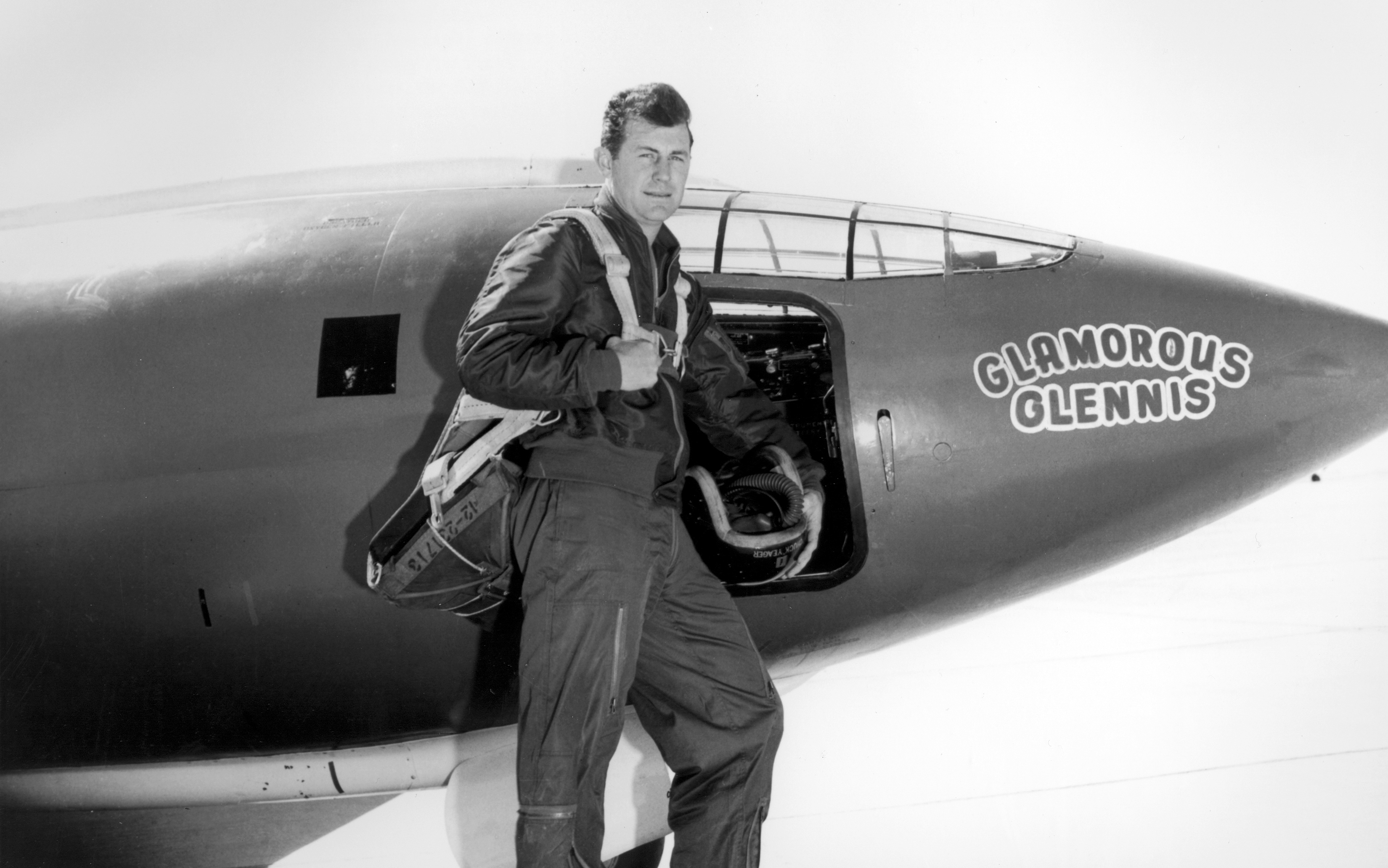
1947: Chuck Yeager vor dem Cockpit seiner Bell X-1
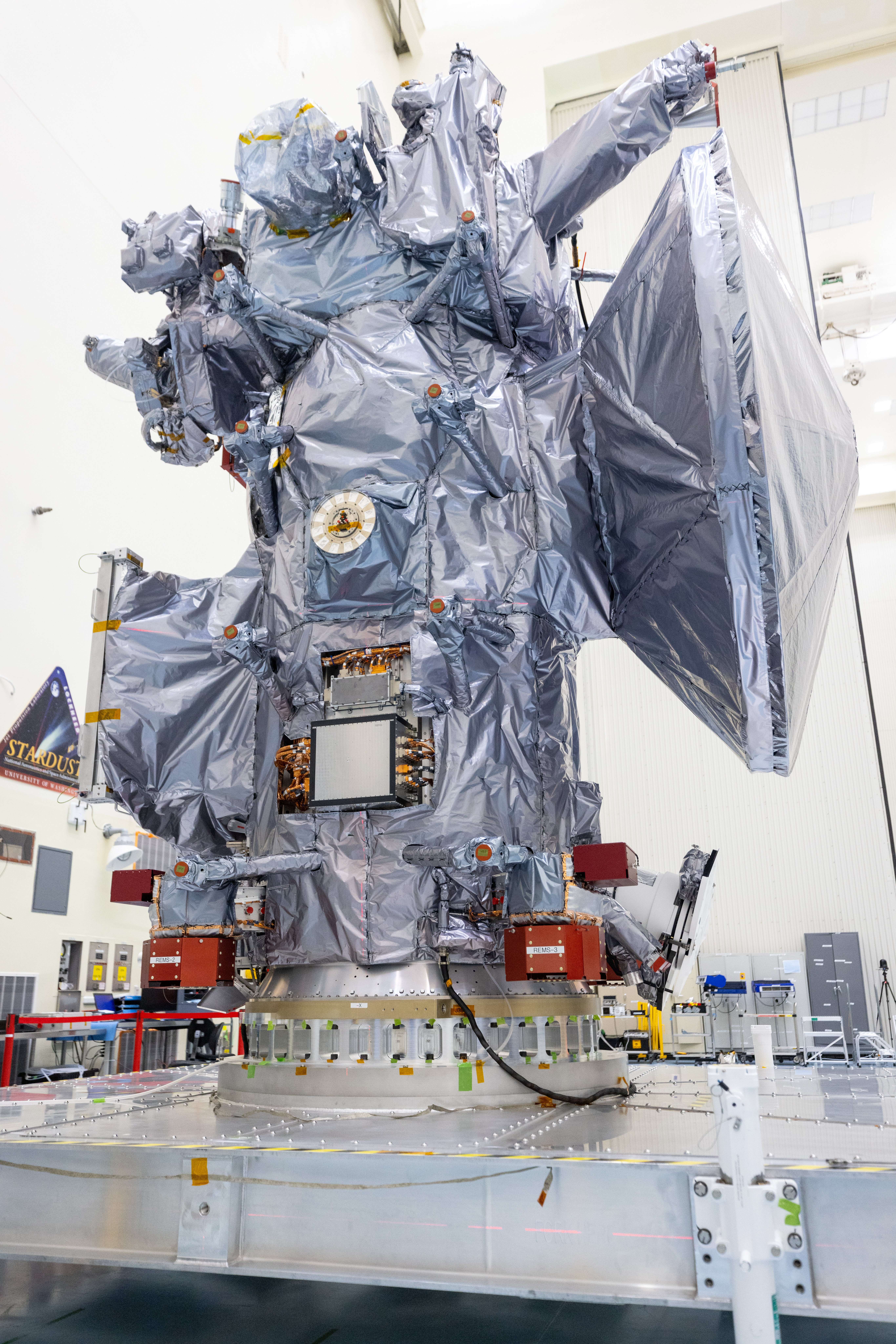
2024: Die Raumsonde Europa Clipper

### Kultur
- 1670: Molières Ballettkomödie Der Bürger als Edelmann wird im Schloss Chambord uraufgeführt.
- 1795: Am Wiener Kärntnertortheater erfolgt die Uraufführung der heroisch-komischen Oper Palmira, regina di Persia von Antonio Salieri, die einen großen Erfolg feiert und bald in ganz Europa aufgeführt wird.
- 1885: Johannes Ranke gründet in München die Prähistorische Sammlung, die heutige Archäologische Staatssammlung.

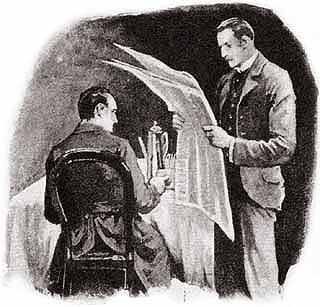
1892: Sherlock Holmes und Dr. Watson, Illustration von Sidney Paget

- 1892: In Großbritannien erscheint der Sammelband Die Abenteuer des Sherlock Holmes mit zwölf früher bereits veröffentlichten Kurzgeschichten des Autors Arthur Conan Doyle. Das Buch ist von Sidney Paget illustriert.
- 1926: Das beliebte Kinderbuch Winnie-the-Pooh von Alan Alexander Milne erscheint erstmals im Londoner Verlag Methuen & Co.
- 1926: Faust – eine deutsche Volkssage, ein Stummfilm von Friedrich Wilhelm Murnau, wird uraufgeführt.
- 1928: Die Oper Tyll von Mark Lothar wird unter der musikalischen Leitung von Ernst Praetorius und mit Walter Favre und Priska Aich in den Hauptrollen am Deutschen Nationaltheater in Weimar uraufgeführt.
- 1930: Die Uraufführung des Musicals Girl Crazy von George Gershwin findet am New Yorker Alvin Theatre statt.
- 1948: Erstmals wird in Deutschland eine Sendung in sorbischer Sprache im Rundfunk ausgestrahlt.

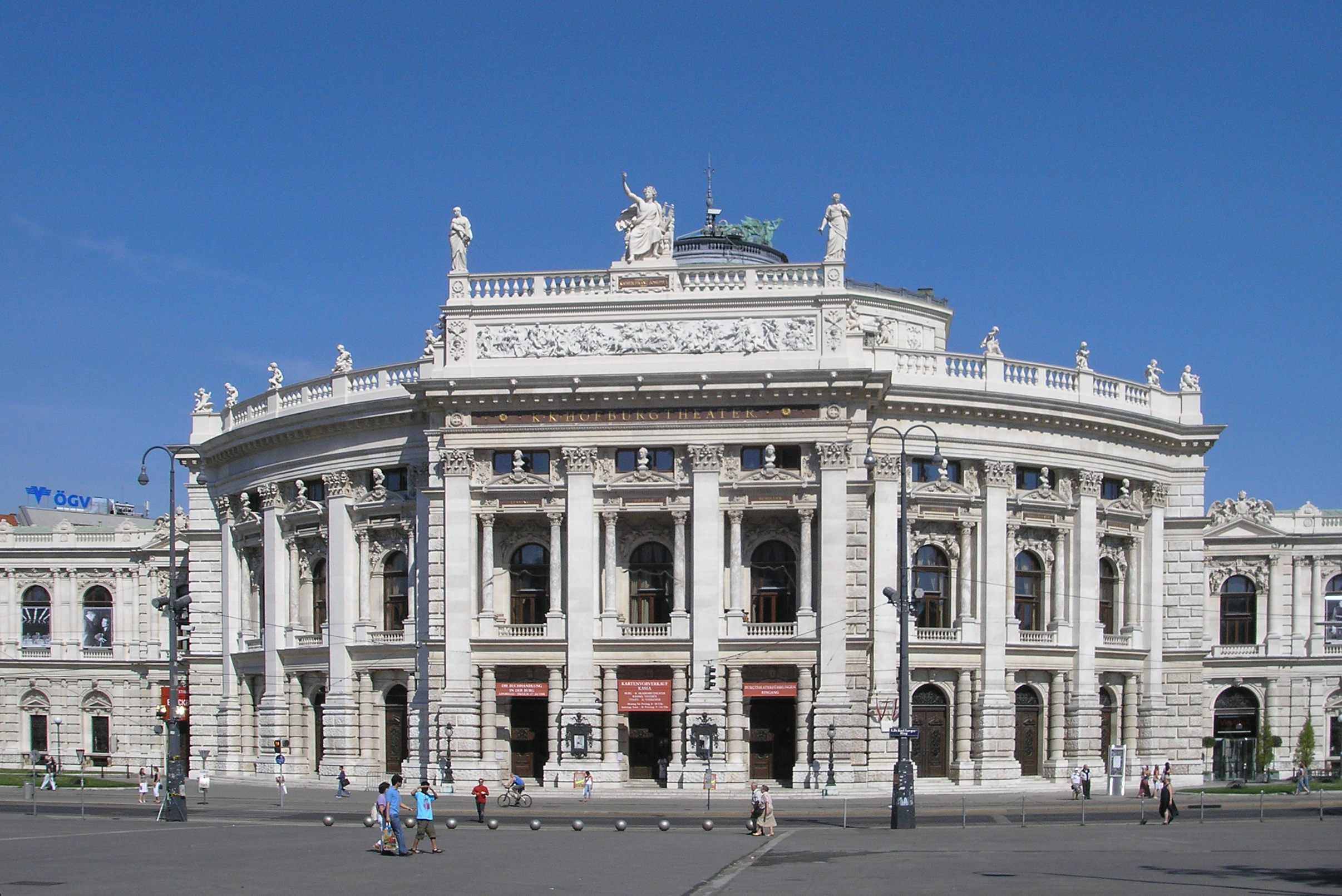
1955: Das Wiener Burgtheater

- 1955: Das nach dem Zweiten Weltkrieg wiederaufgebaute Wiener Burgtheater wird mit einem Staatsakt feierlich wiedereröffnet.
- 1955: Jim Henson erfindet die Figur Kermit der Frosch, die einzige seiner Puppen, die sowohl in der Sesamstraße als auch in der Muppet Show auftreten wird.
- 1961: Muriel Sparks Roman Die Blütezeit der Miss Jean Brodie erscheint in Großbritannien in Buchform. Das US-amerikanische Magazin The New Yorker hat dem Roman zuvor eine ganze Ausgabe gewidmet.[1]
- 1984: Der Marie Luise Kaschnitz-Preis, ein Literaturpreis für deutschsprachige Autorinnen und Autoren, wird das erste Mal verliehen.

### Religion
- 0530: Der Tod von Dioskur 22 Tage nach seiner Wahl beendet den Streit mit Bonifatius II. um den Bischofssitz von Rom.
- 1889: Das von Arnold Janssen gegründete Missionshaus St. Gabriel südlich von Wien wird eröffnet.
- 1956: Bhimrao Ramji Ambedkar, der anerkannte Führer der Dalits, tritt zusammen mit etwa 388.000 „Unberührbaren“ in einer Zeremonie zum Buddhismus über, was in der Folge weitere Konvertiten zum Glaubenswechsel motiviert.

### Katastrophen
- 1881: Beim Unglück von Eyemouth verlieren 189 schottische Fischer durch einen Hurrikan an der Ostküste Schottlands ihr Leben.
- 1913: In Wales ereignet sich das bislang schwerste Grubenunglück in Großbritannien. Bei der Explosion in der Zeche Universal in Senghenydd sterben 439 Bergleute. Vermutlich kommt es erst zu einer Methangasexplosion, der unmittelbar eine Kohlenstaubexplosion folgt.
- 1942: Die kanadische Passagierfähre Caribou wird vor Neufundland ohne Vorwarnung von dem deutschen U-Boot U 69 torpediert und versenkt. 136 Passagiere und Besatzungsmitglieder sterben.

Kleinere Unglücksfälle sind in den Unterartikeln von Katastrophe und in der Liste von Katastrophen aufgeführt.

### Sport
- 1878: Im englischen Sheffield wird das erste Fußballmatch unter Flutlicht gespielt. Vier Bogenlampen der Firma Siemens sorgen für die Beleuchtung auf dem Spielfeld des FC Sheffield.
- 1905: Der spanische Fußballverein FC Sevilla wird gegründet.
- 1905: Der internationale Luftsportverband Fédération Aéronautique Internationale (FAI) wird in Paris gegründet.
- 1932: Der Eishockeyclub EHC Basel wird gegründet.
- 1968: Der US-Amerikaner Jim Hines erreicht im 100-Meter-Lauf die elektronisch gestoppte Zeit von 9,95 Sekunden. Der Weltleichtathletikverband IAAF erkennt die Zeit als neuen Weltrekord an. Hines ist der erste Läufer, der die Schwelle von 10 Sekunden auf dieser Strecke unterbietet.
- 2000: Der ukrainische Boxer Wladimir Klitschko gewinnt seinen Boxkampf gegen Chris Byrd in der Kölnarena durch einen Punktesieg und wird damit Weltmeister der World Boxing Organization (WBO) im Schwergewicht.
- 2010: Die 19. Commonwealth Games in Delhi, Indien, enden mit der Schlussfeier. Australien ist die erfolgreichste Nation dieser Commonwealth Games, die am 3. Oktober begonnen haben.

Einträge von Leichtathletik-Weltrekorden befinden sich unter der jeweiligen Disziplin unter Leichtathletik.

## Geboren

### Vor dem 18. Jahrhundert

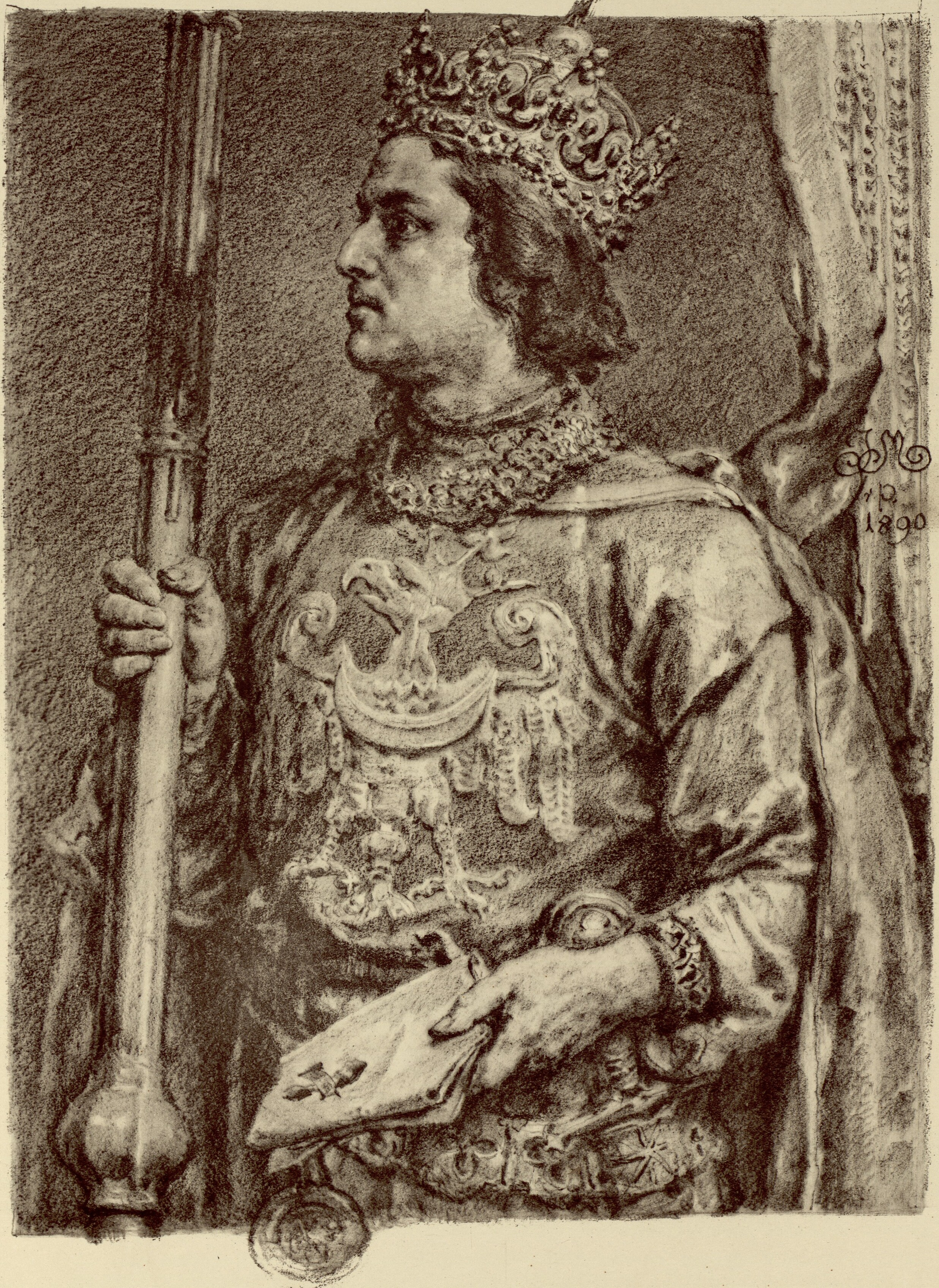
Przemysł II. von Polen (* 1257)
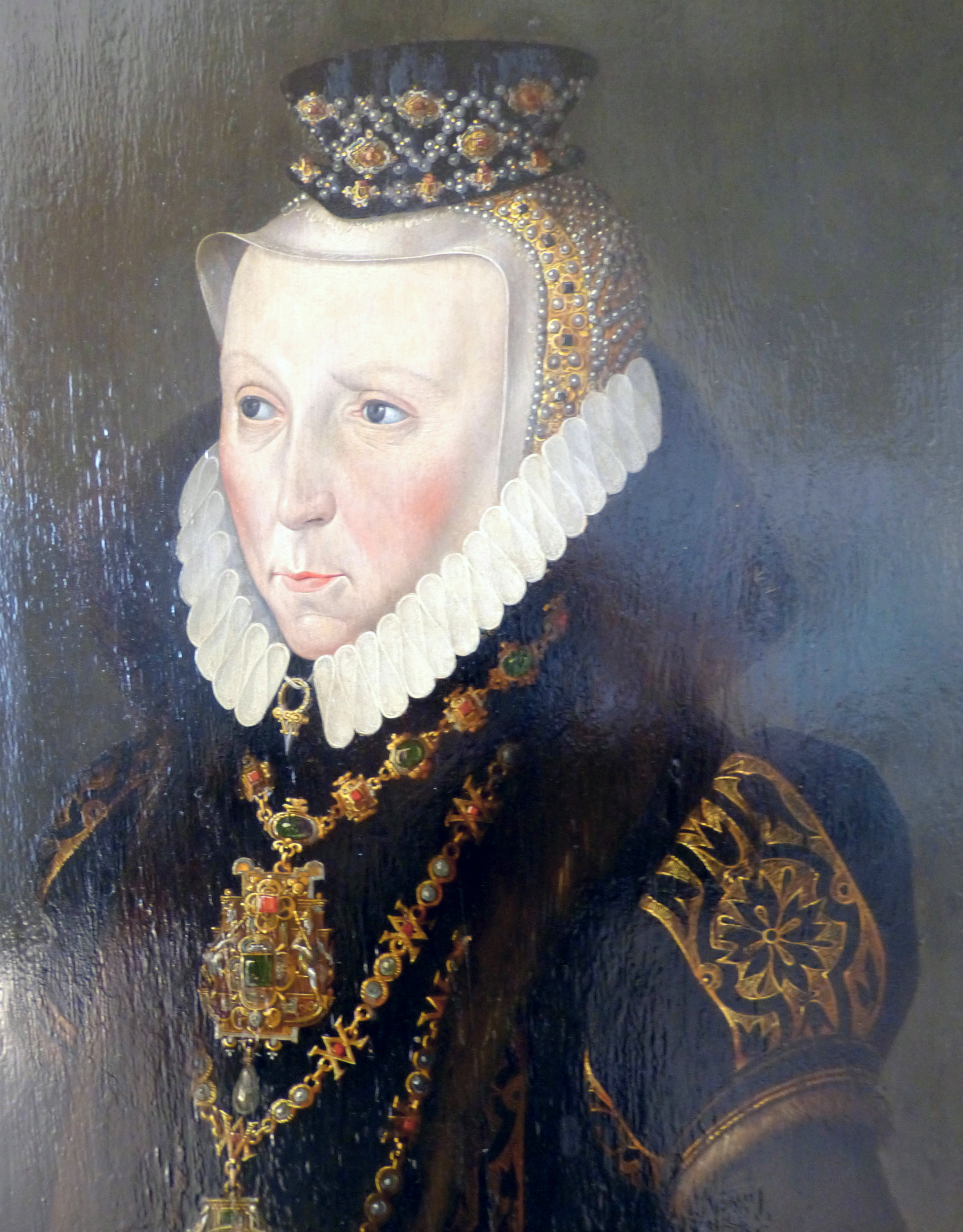
Elisabeth von Dänemark und Norwegen (* 1524)
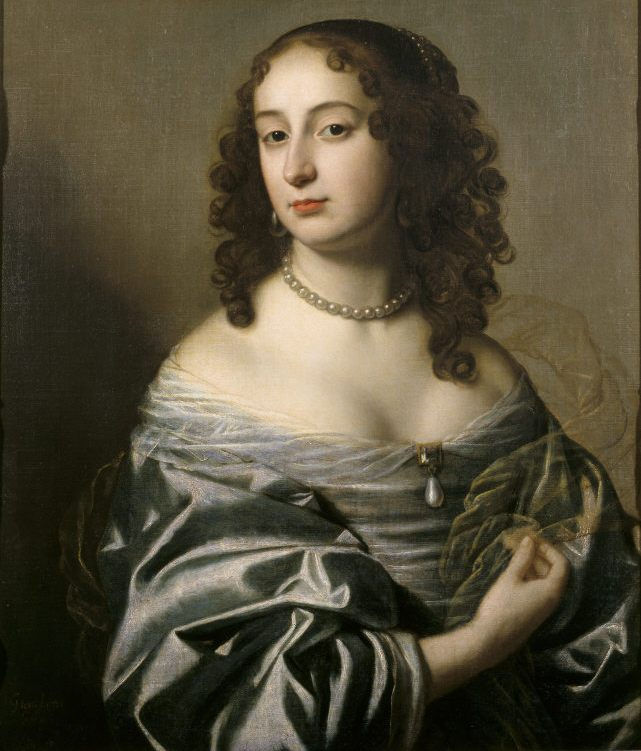
Sophie von der Pfalz (* 1630)
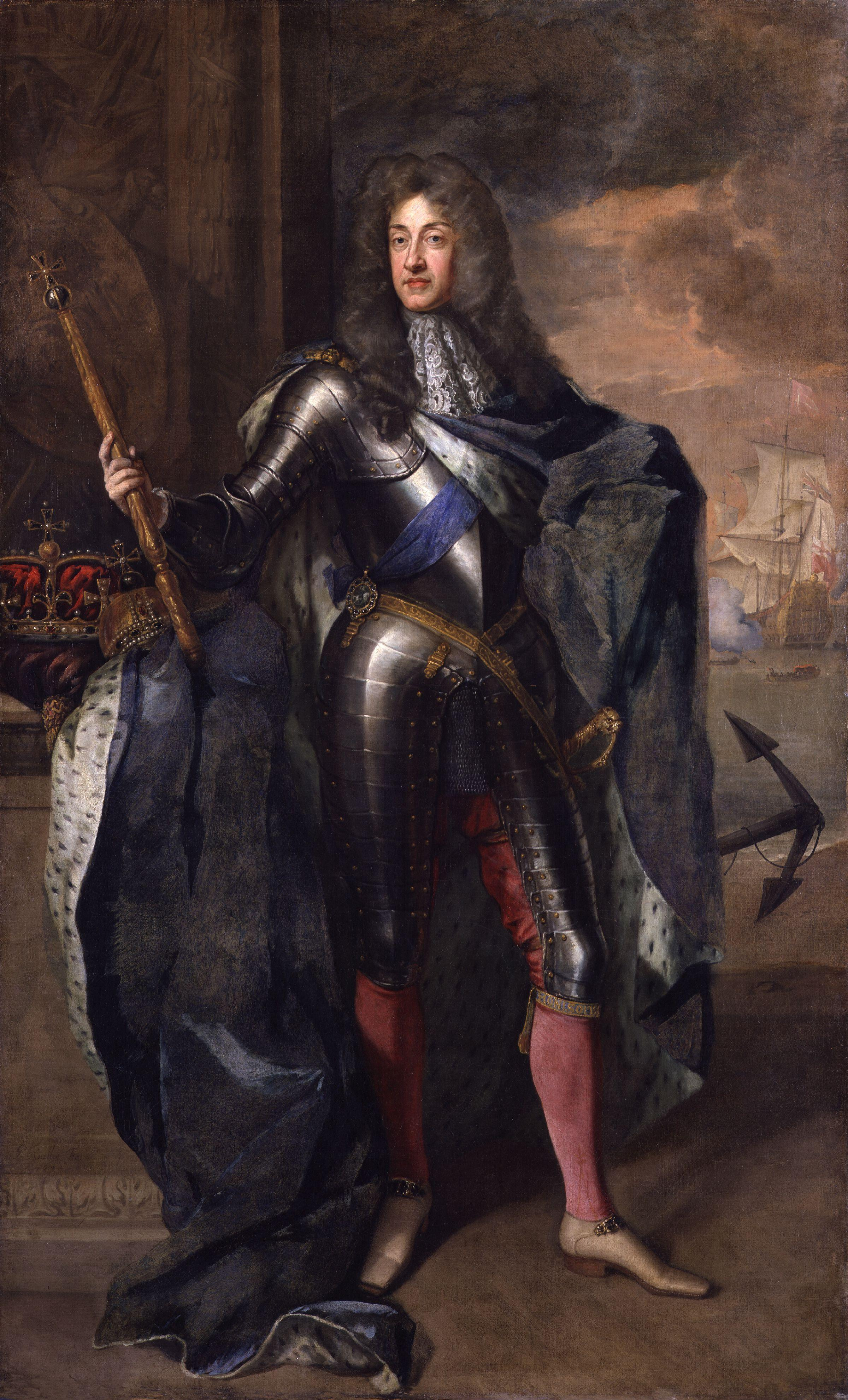
Jakob II. von England (* 1633)

- 1006: Gottfried II., Graf von Anjou und Graf von Vendôme
- 1257: Przemysł II., König von Polen
- 1410: Jacques Juvénal des Ursins, Erzbischof von Reims
- 1427: Alesso Baldovinetti, italienischer Maler
- 1465: Konrad Peutinger, deutscher Politiker
- 1499: Katharina von der Pfalz, Äbtissin des Klosters Neuburg
- 1516: Maximilian Mörlin, evangelischer Theologe und Reformator
- 1519: Marie von Brandenburg-Kulmbach, Kurfürstin von der Pfalz
- 1522: Lucas Maius, deutscher evangelischer Theologe und Dramatiker
- 1524: Elisabeth von Dänemark und Norwegen, Herzogin von Mecklenburg
- 1542: Philipp IV., Graf von Nassau-Weilburg und Nassau-Saarbrücken
- 1544: Margarethe von Dietz, hessische Adelige
- 1563: Bernhardine zur Lippe, Gräfin zu Leiningen-Leiningen
- 1569: Giambattista Marino, italienischer Dichter
- 1598: Nicolas de Neufville, duc de Villeroy, französischer General und Marschall von Frankreich
- 1601: Johann VIII. von Sayn-Wittgenstein, Militär, Diplomat und brandenburgischer Statthalter
- 1606: Joan Maetsuycker, Generalgouverneur von Niederländisch-Indien
- 1609: Ernst Günther, Herzog von Schleswig-Holstein-Sonderburg-Augustenburg
- 1630: Sophie von der Pfalz, Kurfürstin von Hannover
- 1633: Jakob II., König von England und als Jakob VII. König von Schottland
- 1639: Simon van der Stel, der erste Gouverneur der Kapkolonie
- 1640: Henri Simonis, wallonischer Tuchfabrikant, Gründer der Iwan-Simonis-Billardtuchfabrik
- 1641: Dorothea Maria von Sachsen-Weimar, Herzogin von Sachsen-Zeitz
- 1643: Bahadur Shah I., Großmogul von Indien
- 1644: William Penn, britischer Quäker, Begründer Pennsylvaniens
- 1652: Antoine Léger der Jüngere, Schweizer evangelischer Geistlicher und Hochschullehrer
- 1658: Johann Christoph Männling, deutscher Dichter und Schriftsteller
- 1662: Johann Christian Lünig, deutscher Jurist, Historiker und Publizist
- 1684: Israel Traugott Garmann, sächsischer Theologe, evangelisch-lutherischer Geistlicher und Pfarrer
- 1686: Christian Gottlob Gerber, deutscher lutherischer Theologe und Historiker
- 1688: Jacob Herman Klein, niederländischer Komponist
- 1690: Leopold Philipp Karl Joseph von Arenberg, Herzog von Arenberg
- 1690: Olivio Sozzi, sizilianischer Maler
- 1700: Anastassija Trubezkaja, russische Fürstin und Erbprinzessin von Hessen-Homburg

### 18. Jahrhundert
- 1712: George Grenville, britischer Politiker und Staatsmann
- 1714: Christoph Anton Graf Migazzi, katholischer Erzbischof der Erzdiözese Wien und Kardinal
- 1718: Vito D’Anna, sizilianischer Maler
- 1721: Peter Viktor von Besenval, Schweizer Militär in französischen Diensten
- 1726: Karl Aloys von Königsegg-Aulendorf, deutscher Adliger, Weihbischof in Köln
- 1730: Jean-Joseph Rodolphe, elsässischer Hornist, Geiger, Komponist und Musikpädagoge
- 1732: Johann Christoph Martini, deutscher evangelischer Geistlicher und Kirchenhistoriker
- 1733: Charles Joseph de Croix, Graf Clerfait, österreichischer Feldmarschall
- 1739: Ioan Bob, rumänisch-griechisch-katholischer Bischof von Făgăraș
- 1742: Jakow Borissowitsch Knjaschnin, russischer Dichter, Dramaturg und Übersetzer
- 1742: Antonio de Olaguer y Feliú, spanischer Politiker, Militär, Gouverneur von Montevideo und Vizekönig des Río de la Plata
- 1749: Erik Pauelsen, dänischer Zeichner, Kupferstecher und Maler
- 1757: Charles Abbot, 1. Baron Colchester, britischer Politiker
- 1761: Friedrich Münter, deutscher evangelischer Theologe und Bischof in dänischen Diensten
- 1765: Jodocus Heringa Eliza’s zoon, niederländischer reformierter Theologe
- 1766: Friedrich Carl Gröger, deutscher Porträtmaler und Lithograf
- 1767: Nicolas Théodore de Saussure, Schweizer Naturforscher
- 1771: Christian Gottfried Daniel Stein, deutscher Geograph
- 1776ː Sophie von Campenhausen, russische Oberhofmeisterin
- 1782: Anton Dominik Aschbacher, Tiroler Freiheitskämpfer
- 1784: Ferdinand VII., König von Spanien
- 1784: Karl Baldamus, deutscher Jurist, Publizist, Lyriker, Erzähler und Dichter
- 1789: Agustín Durán, spanischer Literaturwissenschaftler
- 1790: Wilhelm Ernst Weber, deutscher Pädagoge und Philologe
- 1797: Ida Pfeiffer, österreichische Reiseschriftstellerin

### 19. Jahrhundert

#### 1801–1850

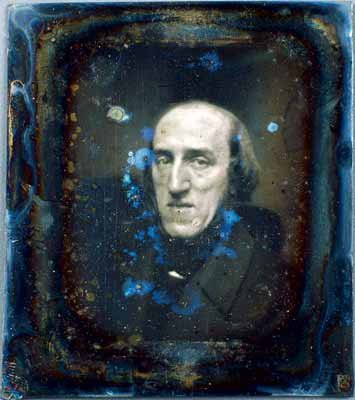
Joseph Antoine Ferdinand Plateau (* 1801)

- 1801: Joseph Antoine Ferdinand Plateau, belgisch-wallonischer Physiker und Fotopionier
- 1806: Alexander von Arentschildt, hannoverscher und preußischer Generalleutnant
- 1807: Adolph von Wrede, deutscher Arabienforscher
- 1812: Carl Christoffer Georg Andræ, dänischer Politiker
- 1815: Ernesto Bruni, Schweizer Jurist und Politiker
- 1816: Auguste Placet, französischer Violinist und Dirigent
- 1817: Marcus Thrane, norwegischer Sozialist
- 1819: Samuel Beach Axtell, US-amerikanischer Politiker
- 1821: Ernst Wilhelm Ackermann, deutscher Theologe und Dichter
- 1829: Eduard Lasker, preußischer Politiker und Jurist

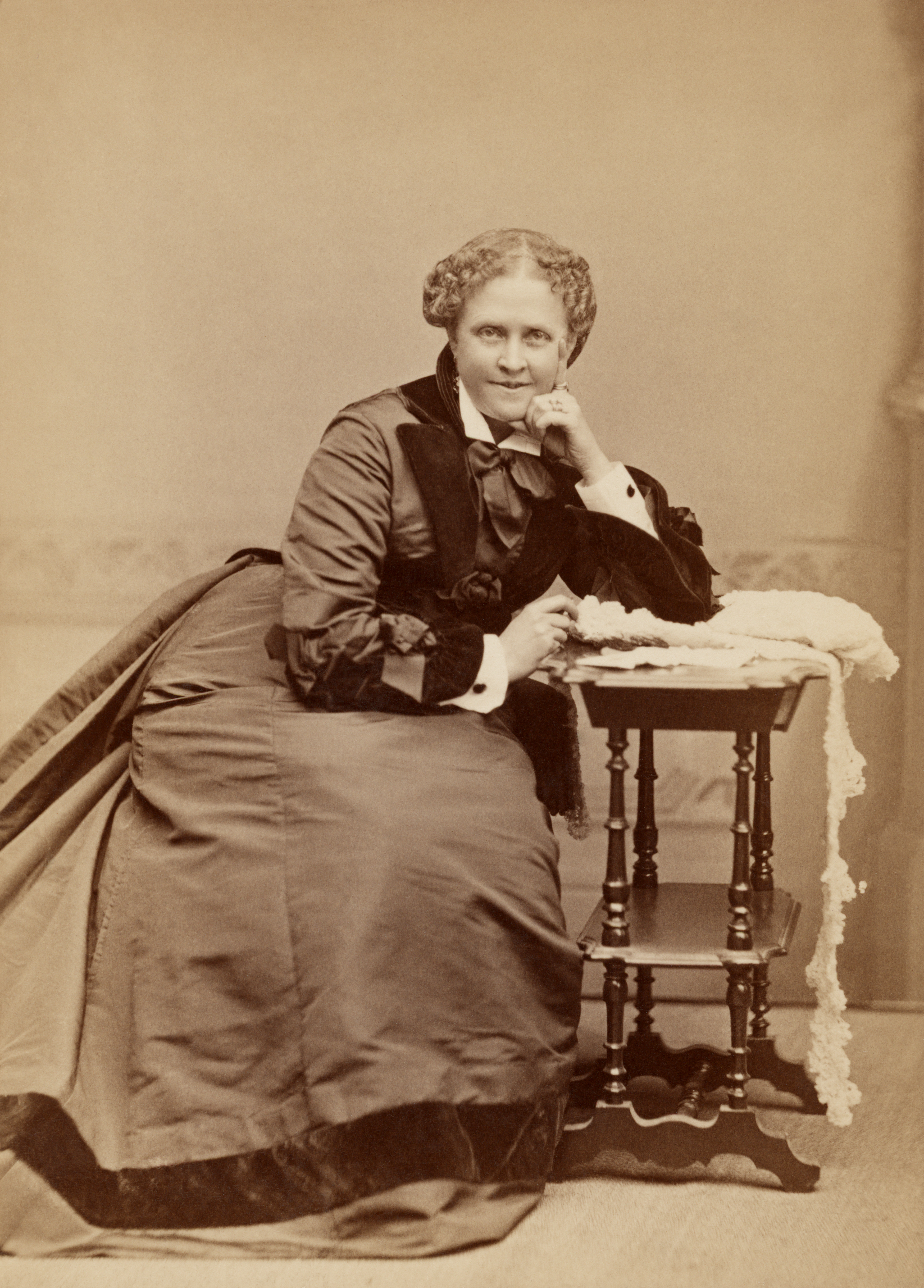
Helen Hunt Jackson (* 1830)

- 1830: Helen Hunt Jackson, amerikanische Autorin
- 1831: Hasen-Ahlers, berühmtester Wilddieb im Oldenburger Land
- 1831ː Anna Rosa Gattorno, italienische Wohltäterin, Nonne und Mystikerin
- 1832: Johan Wolter Arnberg, schwedischer Nationalökonom und Bankdirektor
- 1832: Heinrich Rattermann, deutsch-US-amerikanischer Schriftsteller und Zeitschriftenherausgeber
- 1833: Andrew J. Applegate, US-amerikanischer Politiker
- 1840: Heinrich Ebeling, deutscher Altphilologe und Lexikograf
- 1840: Paul Güßfeldt, deutscher Geograph, Forschungsreisender und Alpinist
- 1840: Anton Hauser, römisch-katholischer Priester und Person der Arbeiterbewegung
- 1840: Friedrich Wilhelm Georg Kohlrausch, deutscher Physiker
- 1840: Guido Hermann Schäf, deutscher Orgelbauer
- 1845: Otto Leichtenstern, deutscher Internist
- 1848: Josue Jean Philippe Valeton der Jüngere, niederländischer Theologe und Orientalist

#### 1851–1900

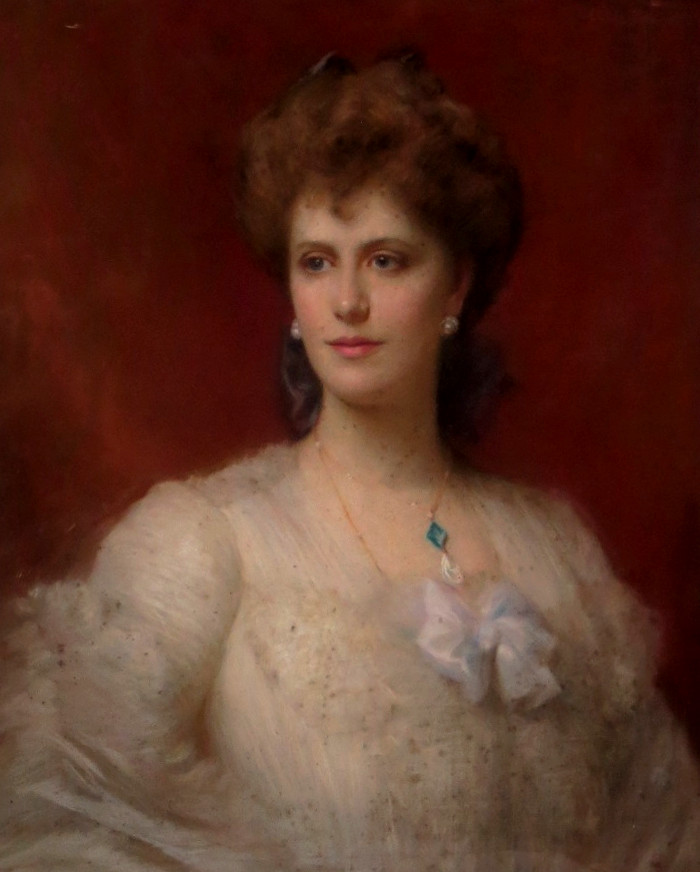
Alice Keppel (* 1869)
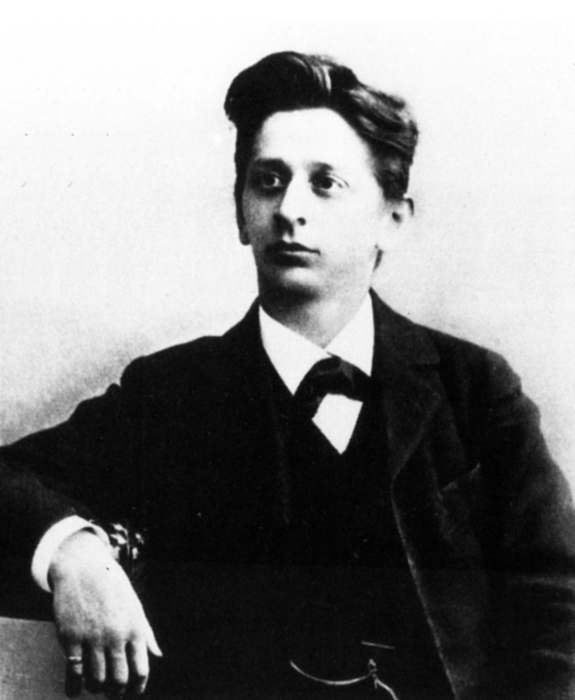
Alexander von Zemlinsky (* 1871)
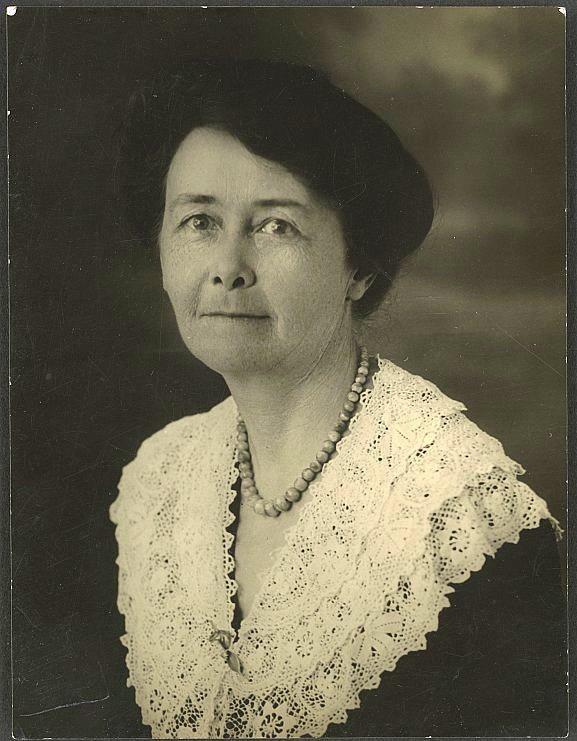
Miles Franklin (* 1879)
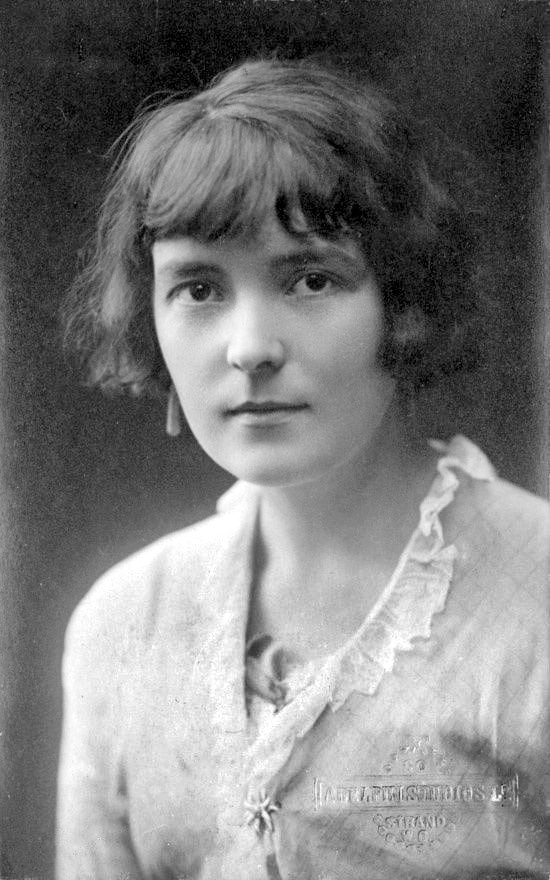
Katherine Mansfield (* 1888)

- 1851: Matthias Schumann, deutscher Statistiker
- 1853: Ciprian Porumbescu, rumänischer Komponist
- 1853: Marià Vayreda i Vila, katalanischer Maler und Schriftsteller
- 1855: Friedrich Vitzthum von Eckstädt, deutscher Gutsbesitzer, Diplomat und Politiker
- 1859: Alfred Bock, deutscher Fabrikant und Schriftsteller
- 1859: Camille Chevillard, französischer Komponist und Dirigent
- 1859: Ravachol, französischer Anarchist
- 1861: Alois Mrštík, tschechischer Schriftsteller und Dramaturg
- 1864: Stefan Żeromski, polnischer Schriftsteller
- 1865: Paul Julius Arndt, deutscher Klassischer Archäologe
- 1865: Felix Buttersack, deutscher Militärarzt und Schriftsteller
- 1865: Edith Rebecca Saunders, britische Genetikerin
- 1869: Alice Keppel, britische Mätresse
- 1871: Alexander von Zemlinsky, österreichischer Komponist und Dirigent
- 1872: Reginald Doherty, englischer Tennisspieler
- 1872: Margarete Susman, deutsche Schriftstellerin
- 1873: Ray Ewry, US-amerikanischer Leichtathlet, Olympiasieger
- 1873: Fernand Gregh, französischer Schriftsteller und Literaturkritiker
- 1873: Jules Rimet, französischer Fußballfunktionär
- 1874: Thomas Ashby, britischer Klassischer Archäologe
- 1877: William Wright Arnold, US-amerikanischer Jurist und Politiker, Mitglied des Repräsentantenhauses
- 1879: Miles Franklin, australische Schriftstellerin
- 1882: Éamon de Valera, irischer Politiker, Parteivorsitzender von Sinn-Féin und Fianna Fáil, mehrfacher Regierungschef und Minister, Staatspräsident
- 1886ː Leonore Brecher, österreichische Zoologin, Holocaust-Opfer
- 1887: Carlo Grano, vatikanischer Diplomat und Kardinal der römisch-katholischen Kirche
- 1887: Auguste Lemaître, Schweizer evangelischer Geistlicher und Hochschullehrer
- 1887: Ernest Pingoud, finnischer Komponist
- 1888: Paul Burkhard, Schweizer Bildhauer und Zeichner
- 1888ː Julia Cohn, deutsche Lehrerin, Opfer des Holocaust
- 1888: Katherine Mansfield, neuseeländisch-britische Schriftstellerin
- 1889: Max Hoelz, deutscher Politiker, Opfer des Stalinismus

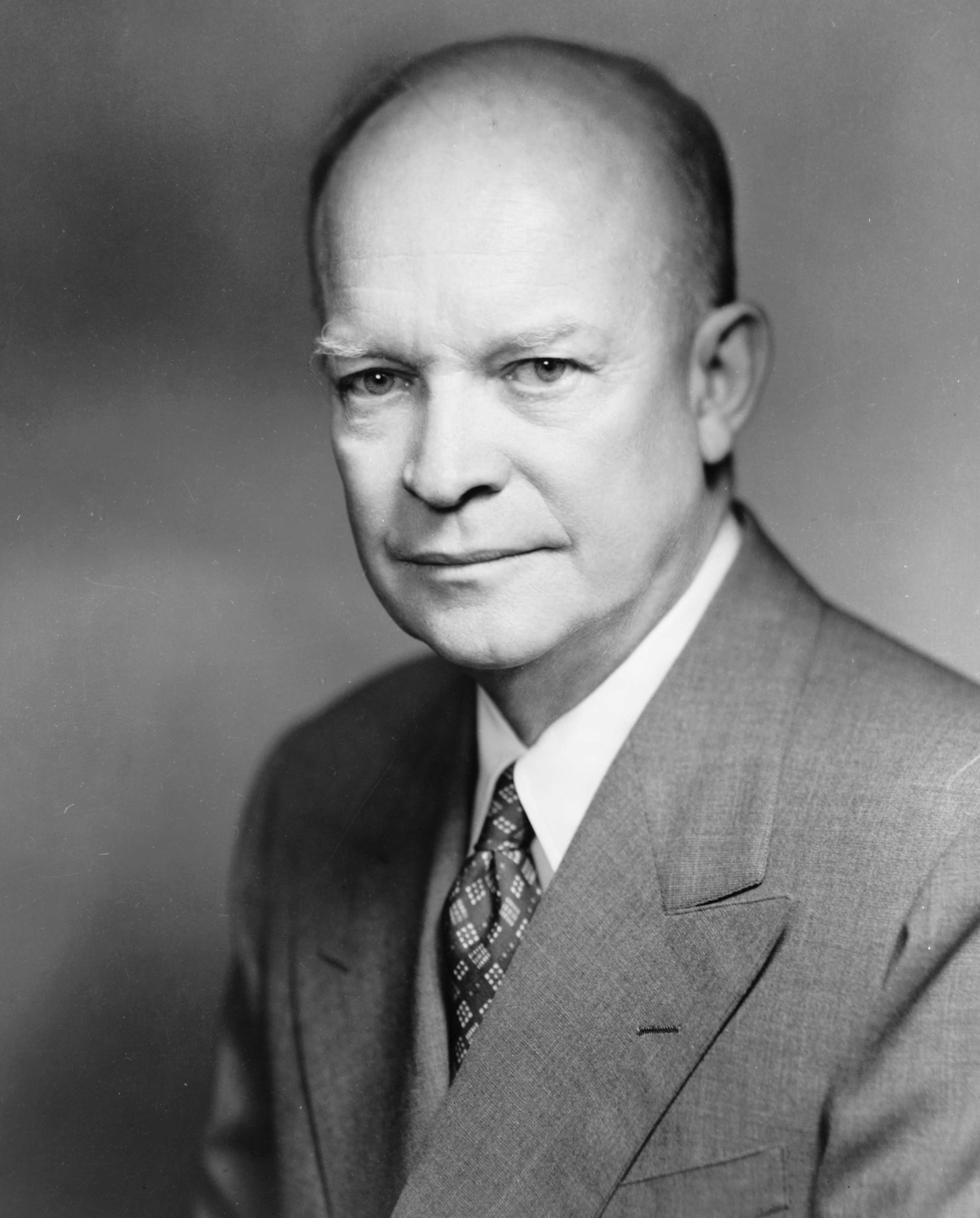
Dwight D. Eisenhower (* 1890)
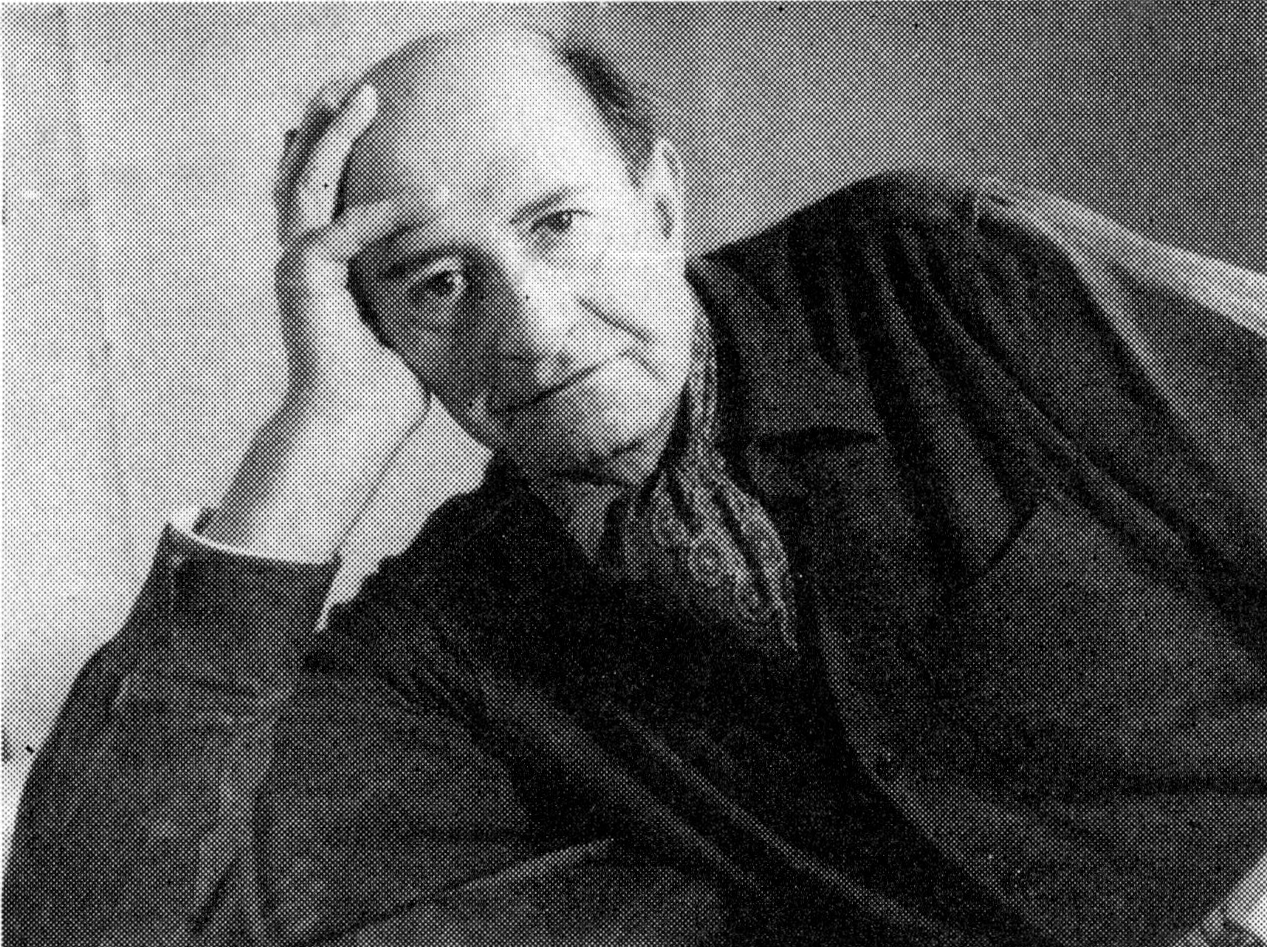
Isidor Aschheim (* 1891)
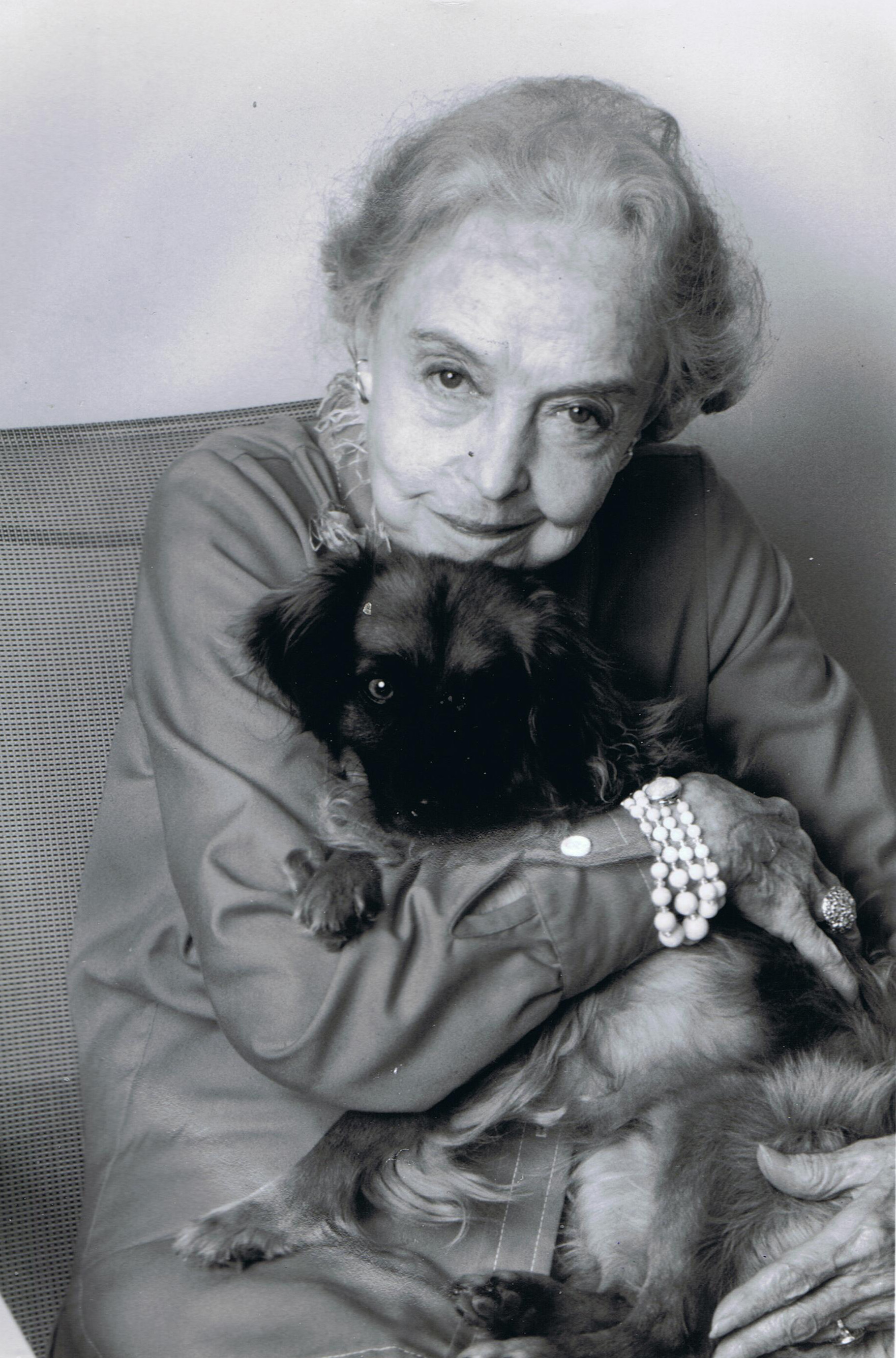
Lilian Gish (* 1893)
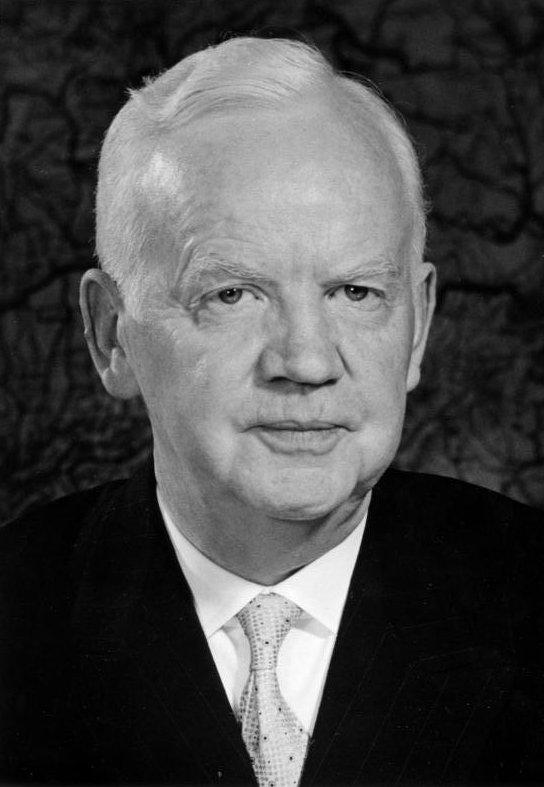
Heinrich Lübke (* 1894)

- 1890: Louis Delluc, französischer Filmemacher, Schriftsteller und Kritiker
- 1890: Dwight D. Eisenhower, US-amerikanischer General und Politiker, Oberkommandierender der Alliierten Expeditionsstreitkräfte in Europa, Staatspräsident
- 1891: Isidor Aschheim, deutsch-israelischer Maler und Grafiker
- 1892: Andrei Iwanowitsch Jerjomenko, sowjetischer Militär und Militärtheoretiker, Marschall
- 1892: Piet Bouman, niederländischer Fußballspieler
- 1893: Lillian Gish, US-amerikanische Schauspielerin
- 1894: Sail Ameriane, algerischer und französischer Anarchist
- 1894: E. E. Cummings, US-amerikanischer Schriftsteller
- 1894: Heinrich Lübke, deutscher Politiker, Landes- und Bundesminister, Bundespräsident
- 1895: Ferdinand Barlog, deutscher Karikaturist und Comiczeichner
- 1895: Petr Kirjutkin, sowjetischer Schauspieler
- 1896: Wolf-Heinrich von Helldorff, deutscher Politiker, MdL, MdR, Polizeipräsident von Berlin, General der Polizei und der SA, Mitwisser des Attentats vom 20. Juli 1944
- 1897: Gerónimo Arnedo Álvarez, argentinischer Politiker
- 1897: Lisel Oppel, deutsche Malerin
- 1898: Maurice Martenot, französischer Musiker, Erfinder der Ondes Martenot
- 1900: William Edwards Deming, US-amerikanischer Statistiker, Pionier im Bereich des Qualitätsmanagements

### 20. Jahrhundert

#### 1901–1925
- 1901: Otto Busch, deutscher Organist, Komponist und Musikpädagoge
- 1901: Harry Stuhldreher, US-amerikanischer American-Football-Spieler und -Trainer
- 1902: Learco Guerra, italienischer Radrennfahrer
- 1902: René Nicolas Adrien Hamel, französischer Radrennfahrer
- 1902: Leonhard Lorscheider, deutscher Verwaltungsjurist, Landrat und Ministerialbeamter
- 1904: Henri Koch, luxemburgischer Bobfahrer
- 1905: Eugene Fodor, ungarisch-amerikanischer Schriftsteller und Herausgeber von Reiseliteratur

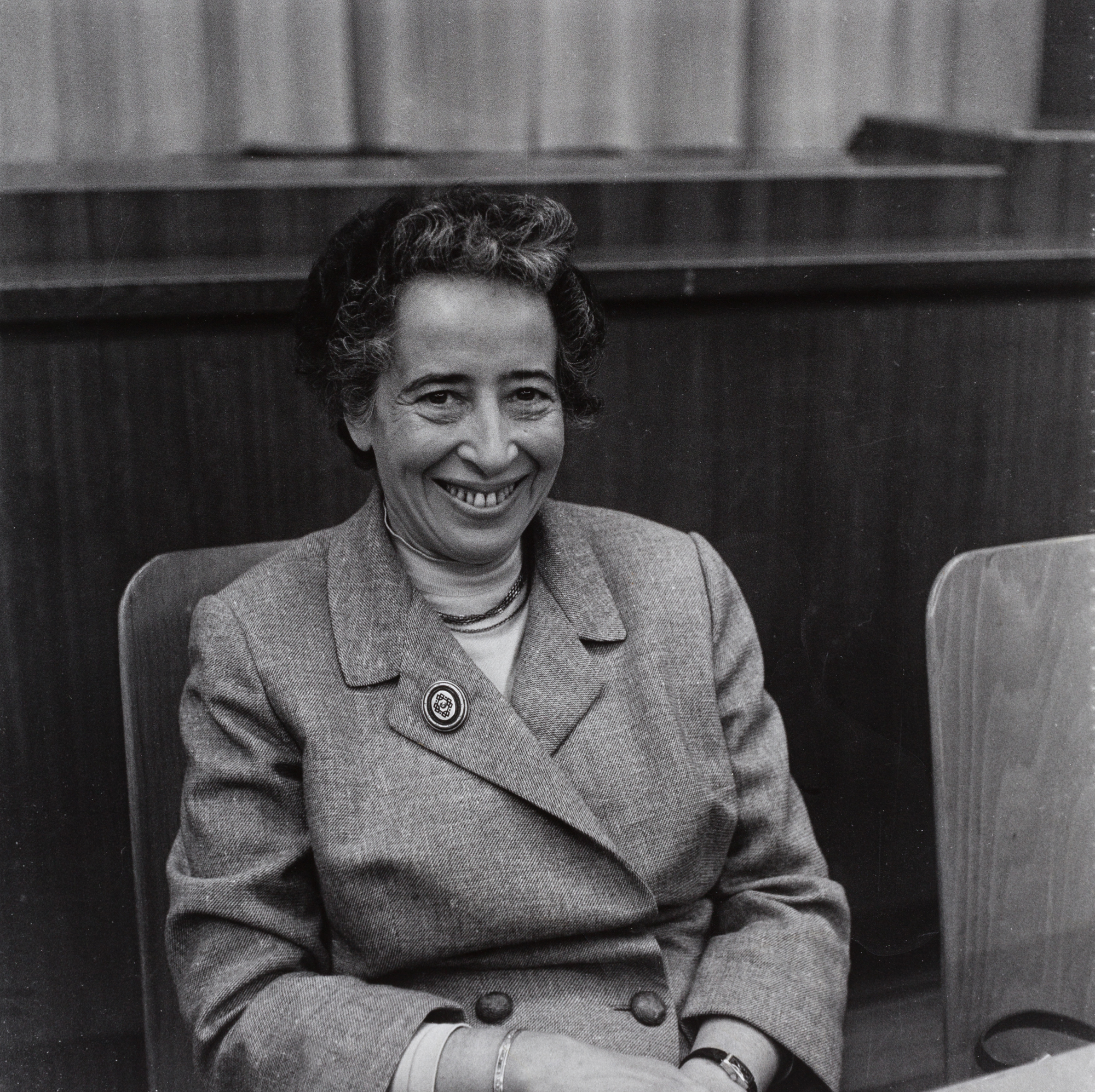
Hannah Arendt (* 1906)
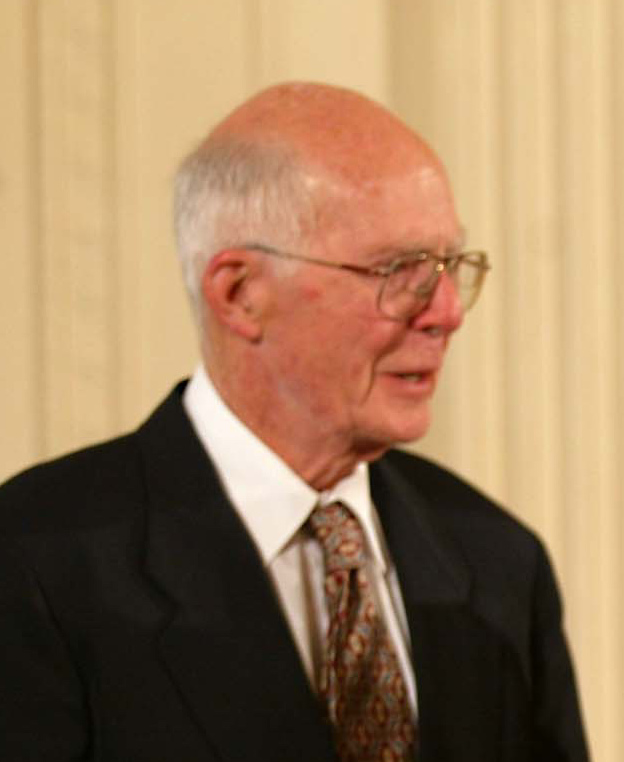
Raymond Davis jr. (* 1914)
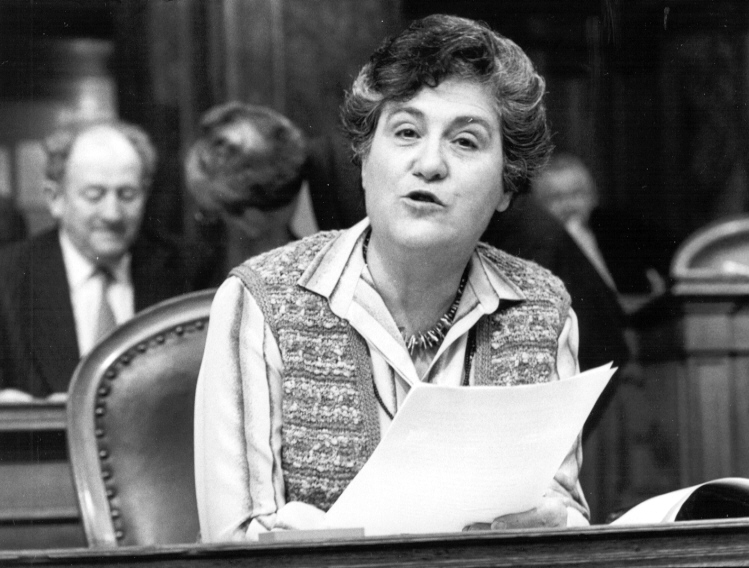
Emilie Lieberherr (* 1924)

- 1906: Hannah Arendt, deutsch-US-amerikanische Politologin
- 1906: Hassan al-Banna, ägyptischer Lehrer und Gründer der Muslimbruderschaft
- 1906: Hubertus Prinz zu Löwenstein-Wertheim-Freudenberg, deutscher Politiker
- 1906: Rafael Rodríguez Colón, dominikanischer Mediziner, Politiker und Musiker
- 1907: Josephus Joannes Maria van der Ven, niederländischer Jurist
- 1909: Bernd Rosemeyer, deutscher Autorennfahrer
- 1909: Kalervo Tuukanen, finnischer Komponist
- 1910: Erich Ehrlinger, deutscher SS-Oberführer, mutmaßlicher Kriegsverbrecher
- 1910: John Wooden, US-amerikanischer Basketballspieler und -trainer
- 1911: Wilhelm Karl Arnold, deutscher Psychologe
- 1911: Le Duc Tho, vietnamesischer Politiker, Nobelpreisträger
- 1912: Frank Curtis, britischer Autorennfahrer
- 1912: Theodor Kitt, deutscher Bobfahrer
- 1912: Helmut Schelsky, deutscher Soziologe
- 1914: József Ács, jugoslawischer Maler, Kunstpädagoge und Kunstkritiker
- 1914: Raymond Davis Jr., US-amerikanischer Chemiker und Physiker, Nobelpreisträger
- 1916: Jack Arnold, US-amerikanischer Filmregisseur
- 1919: Herbert Schwarzwälder, deutscher Historiker und Autor
- 1921: Josef Amadori, deutscher Fußballspieler
- 1921: Jean-Daniel Chapuis, Schweizer evangelischer Geistlicher
- 1922: Jaroslav Koutecký, tschechischer Chemiker
- 1924: Ramón Castro Ruz, kubanischer Revolutionär, Bruder von Fidel und Raúl Castro
- 1924: Emilie Lieberherr, Schweizer Politikerin
- 1925: André-Jacques Marie, französischer Leichtathlet
- 1925: Joseph Roy, indischer Geistlicher

#### 1926–1950

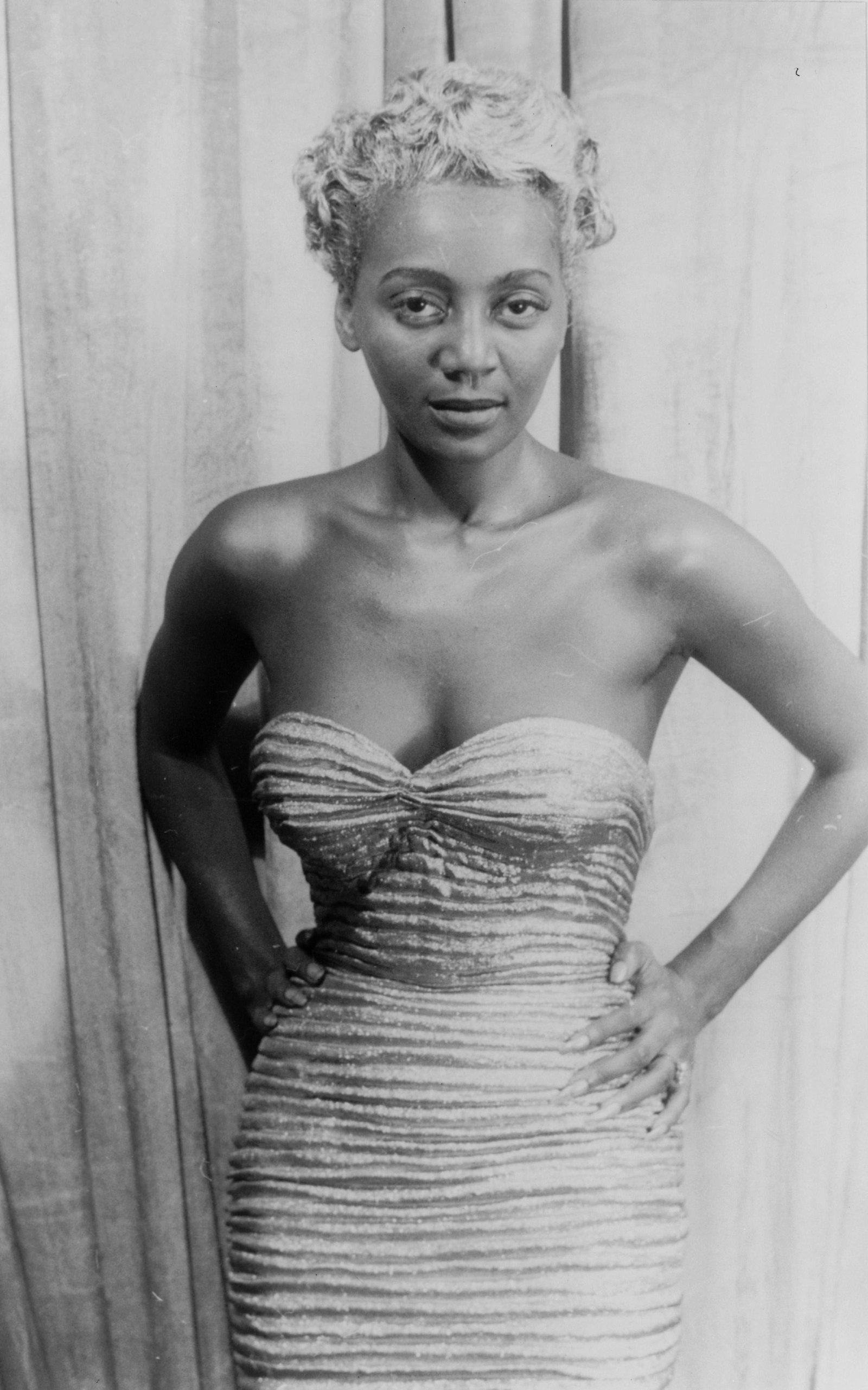
Joyce Bryant (* 1927)
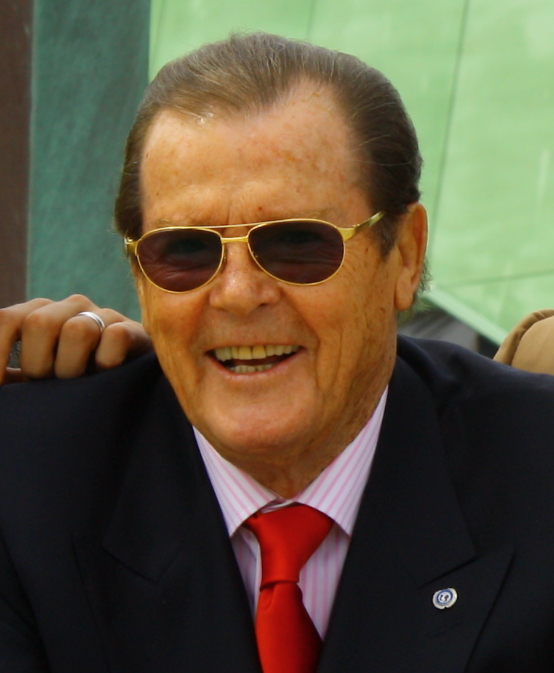
Roger Moore (* 1927)
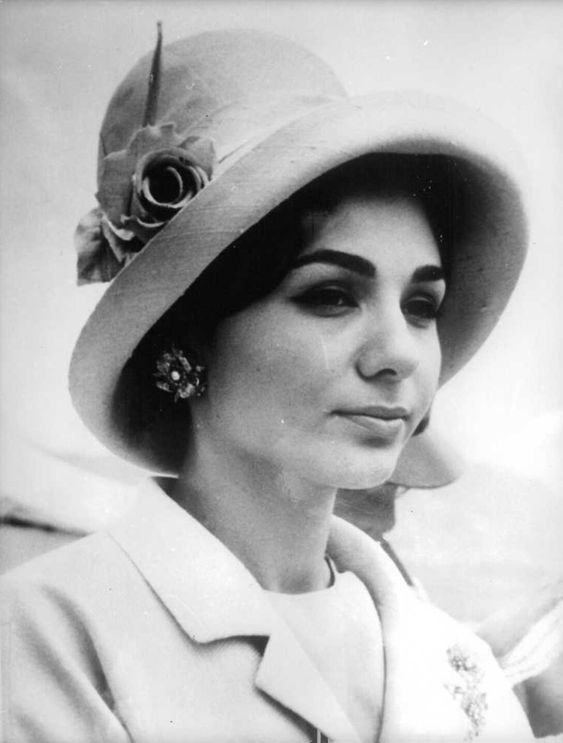
Farah Pahlavi (* 1938)

- 1926: Conrad Drzewiecki, polnischer Balletttänzer und Choreograph
- 1926: Gérald Gagnier, kanadischer Komponist, Trompeter und Kapellmeister
- 1927: Johannes Baumgartner, Schweizer Leichtathlet
- 1927: Joyce Bryant, US-amerikanische Sängerin
- 1927: Roger Moore, britischer Schauspieler
- 1927: Thomas Luckmann, deutscher Soziologe
- 1928: Edith Hancke, deutsche Schauspielerin
- 1928: Kenneth Johnson, britischer Langstrecken-, Cross- und Hindernisläufer
- 1928ː Christiane Mückenberger, deutsche Filmwissenschaftlerin
- 1928: Héctor Rial, argentinischer Fußballspieler
- 1929: Karl Robatsch, österreichischer Schach-Großmeister und Botaniker
- 1929: Norbert Gastell, deutscher Schauspieler und Synchronsprecher
- 1930: Mobutu Sese Seko, zairischer Staatspräsident
- 1931: Heinz Fütterer, deutscher Leichtathlet, Olympiamedaillengewinner
- 1931: Rafael Puyana Michelsen, kolumbianischer Cembalist
- 1932: Luigi Bartesaghi, kanadischer Radrennfahrer
- 1932: Wolf Vostell, deutscher Maler, Bildhauer und Happeningkünstler
- 1933: Wilfried Dietrich, deutscher Ringer
- 1935: Bruno Michaud, Schweizer Fußballspieler
- 1935: Hannelore Schröder, feministische Politikwissenschaftlerin
- 1938: Melba Montgomery, US-amerikanische Country-Sängerin
- 1938: Farah Diba, iranische Kaiserin
- 1939ː Luise King, deutsche Architektin und Stadtplanerin
- 1939: Ralph Lauren, US-amerikanischer Modedesigner
- 1939: Ingrid Olef, deutsche Politikerin
- 1940: Cliff Richard, britischer Popsänger
- 1941: Peter Ducke, deutscher Fußballspieler
- 1941: Anton Pelinka, österreichischer Professor für Politikwissenschaft
- 1941: Desanka Pešut, jugoslawische Sportschützin
- 1941: Ileana Silai, rumänische Leichtathletin
- 1942: Péter Nádas, ungarischer Schriftsteller
- 1943: Anthony Iannaccone, US-amerikanischer Komponist und Musikpädagoge
- 1943: Bernd Patzke, deutscher Fußballspieler
- 1943: Wolfgang Peiner, deutscher Wirtschaftsmanager
- 1943: Nicole Van den Plas, belgische Künstlerin
- 1944: Udo Kier, deutscher Schauspieler
- 1944: Volker Kluge, deutscher Sportjournalist und Publizist
- 1944: Christa Merten, deutsche Leichtathletin
- 1945: Karin Brandauer, österreichische Filmemacherin
- 1945: Colin Hodgkinson, britischer Bassist
- 1946: Justin Hayward, britischer Musiker, Sänger und Songschreiber
- 1946: Dan McCafferty, britischer Sänger
- 1947: Nikolai Volkoff, kroatisch-russischer Wrestler
- 1947: Hartmut König, deutscher Politiker und Liedermacher
- 1947: Lukas Resetarits, österreichischer Kabarettist
- 1947: Rikky von Opel, Liechtensteiner Autorennfahrer
- 1948: Engin Arık, türkische Physikerin
- 1948: Marcia Barrett, jamaikanische Sängerin (Boney M.)
- 1949: Beate Fauser, deutsche Politikerin
- 1950: Kurt Jara, österreichischer Fußballspieler und -trainer

#### 1951–1975
- 1951: Udo Nagel, deutscher Politiker, Polizeipräsident von Hamburg, Innensenator
- 1952: Harry Anderson, US-amerikanischer Schauspieler, Drehbuchautor und Zauberkünstler
- 1952: Nikolai Andrianow, sowjetischer Kunstturner
- 1952: Rick Aviles, US-amerikanischer Stand-up-Comedian und Schauspieler
- 1952: Margriet Eshuys, niederländische Popsängerin
- 1952: Claude Ferragne, kanadischer Hochspringer
- 1952: Kaija Saariaho, finnische Komponistin
- 1952: Peach Weber, Schweizer Komiker
- 1953: Aldo Maldera, italienischer Fußballspieler
- 1953: Goran Simić, serbischer Opernsänger (Bass)
- 1953: Willi Thomczyk, deutscher Schauspieler, Musiker und Theatermacher

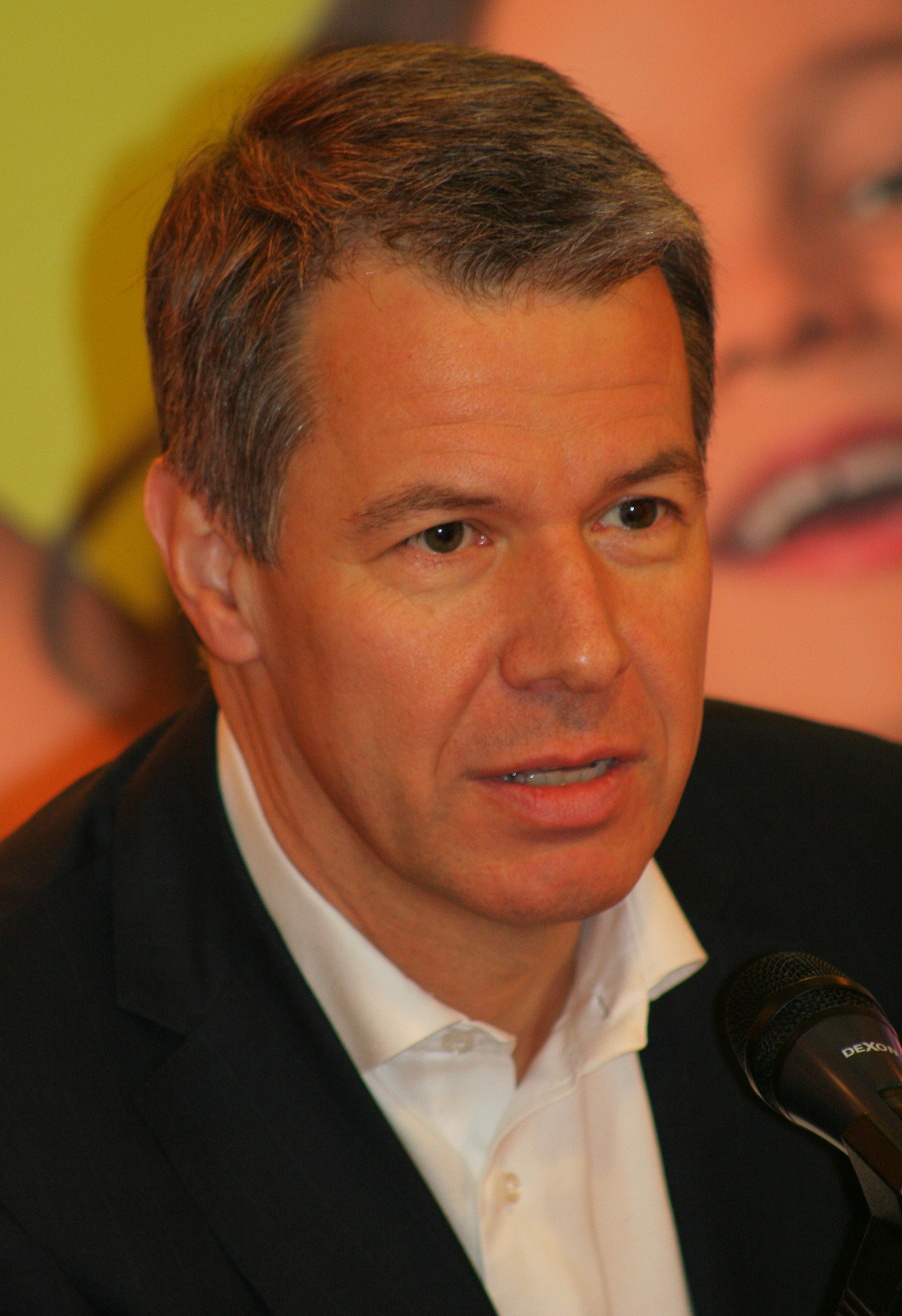
Peter Kloeppel (* 1958)

- 1955: Jean-Paul Libert, belgischer Autorennfahrer
- 1956: Chris Bangle, US-amerikanischer Automobildesigner
- 1956: Leila Ben Ali, einflussreiche First Lady von Tunesien
- 1956ː Jennell Jaquays, US-amerikanische Computerspieledesignerin und Künstlerin
- 1956: Peter Lüscher, Schweizer Skirennfahrer
- 1956: Francisca Nneka Okeke, nigerianische Physikerin
- 1957: Claudio Alsuyet, argentinischer Komponist
- 1958: Tayfun Bademsoy, deutsch-türkischer Schauspieler
- 1958: Thomas Dolby, britischer Musiker
- 1958: Klaas Huizing, deutscher Theologe
- 1958: Peter Kloeppel, deutscher Fernsehmoderator
- 1958: Peter Lipp, deutscher Handballspieler

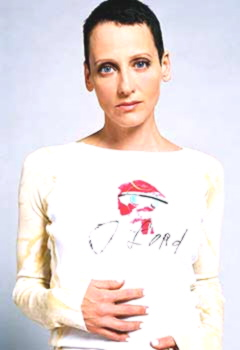
Lori Petty (* 1963)

- 1960: Hubertus Hess-Grunewald, deutscher Rechtsanwalt und Fußballfunktionär
- 1960: Steve Cram, britischer Leichtathlet
- 1961: Perry Lynn Anderson, kanadischer Eishockeyspieler
- 1961: Knut Vaage, norwegischer Komponist
- 1962: Michael Althen, deutscher Filmkritiker
- 1963: Karin Janke, deutsche Leichtathletin
- 1963: Lori Petty, US-amerikanische Schauspielerin, Drehbuchautorin und Regisseurin
- 1963: Jürgen Rißmann, deutscher Theater- und Filmschauspieler
- 1965: Evelyn Mathieu, puerto-ricanische Leichtathletin
- 1965: Amélie Niermeyer, deutsche Theaterregisseurin

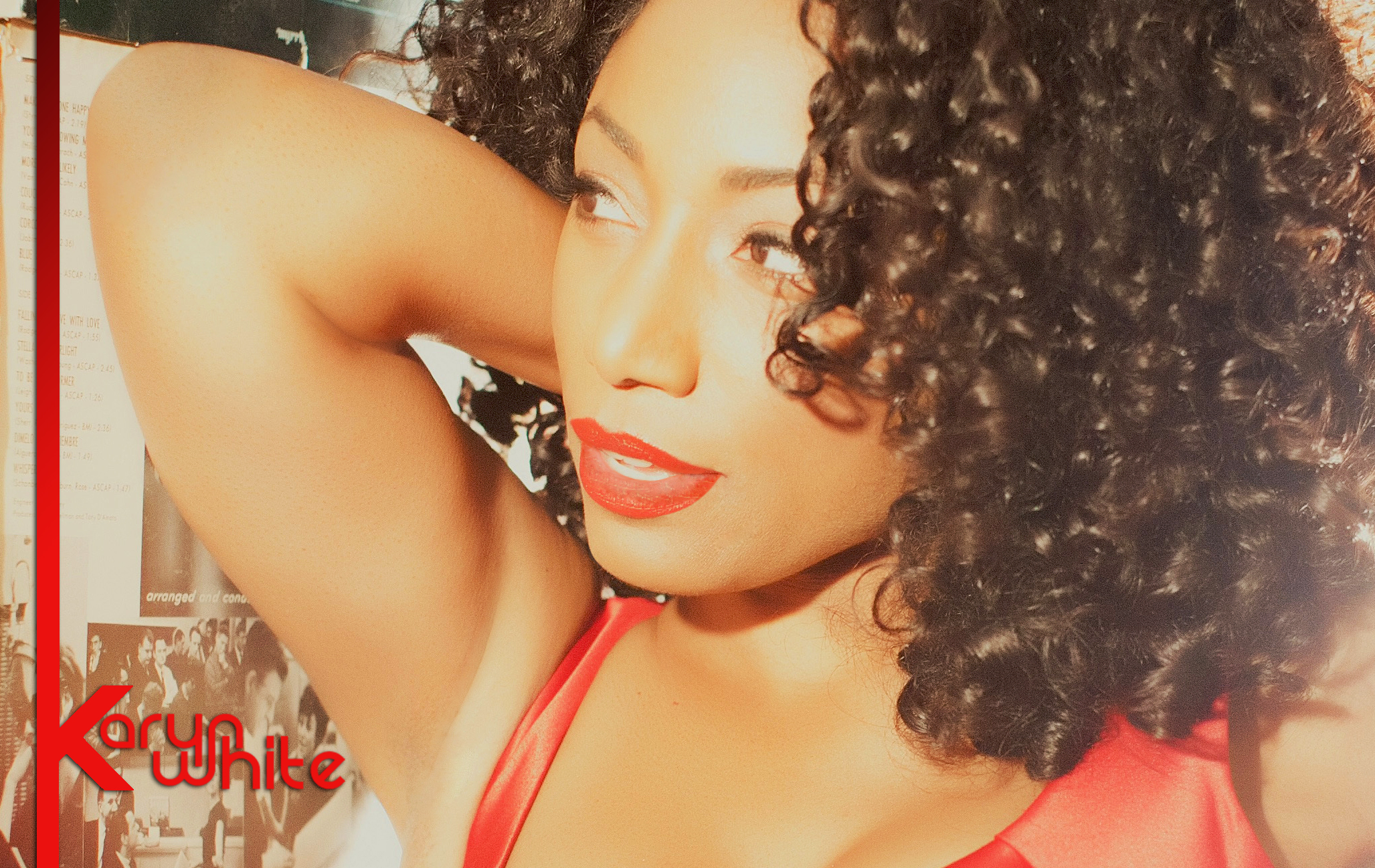
Karyn White (* 1965)

- 1965: Karyn White, US-amerikanische Sängerin
- 1967: Oliver Adler, deutscher Fußballspieler
- 1967: Michael Lewis, belizischer Straßenradrennfahrer
- 1968: Patrick Neelmeier, deutscher Journalist, Radiomoderator und Redakteur

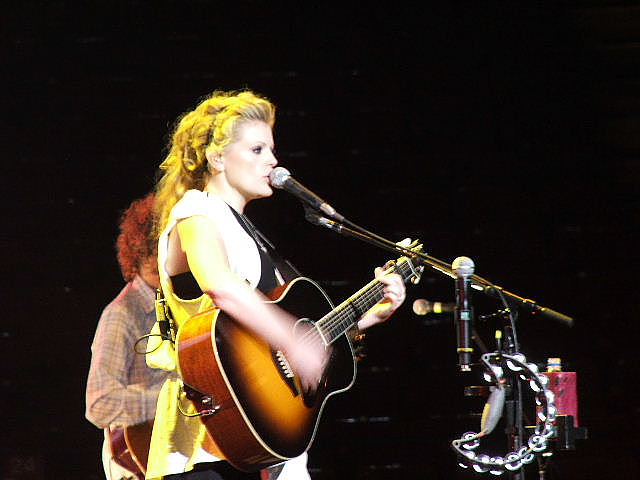
Natalie-Maines (* 1974)

- 1968: Jan Seifert, deutscher Fußballspieler
- 1968: Matthew Le Tissier, englischer Fußballspieler
- 1968: Dirk von Zitzewitz, deutscher Motorrad- und Automobilsportler
- 1969: Christophe Agou, französischer Fotograf
- 1969: David Strickland, US-amerikanischer Schauspieler
- 1969: P. J. Brown, US-amerikanischer Basketballspieler
- 1970: Pär Zetterberg, schwedischer Fußballspieler
- 1971: Anne Gastinel, französische Cellistin
- 1971: Jochen Hippel, deutscher Musiker und Komponist
- 1971: Marc Schölermann, deutscher Regisseur
- 1972: Johann Grégoire, französischer Freestyle-Skier
- 1972: Birgit Heeb, ehemalige Liechtensteiner Skirennläuferin
- 1972: Bert Roesems, ehemaliger belgischer Radrennfahrer
- 1973: Steven Bradbury, australischer Shorttrack-Sportler
- 1973: George Floyd, US-amerikanisches Opfer von Polizeigewalt
- 1973: Erik Göthel, deutscher Handballspieler
- 1973: Fabián O’Neill, uruguayischer Fußballspieler
- 1974: Christina Benecke, deutsche Volleyballspielerin
- 1974ː Natalie Maines, US-amerikanische Countrysängerin
- 1974: Viktor Röthlin, Schweizer Langstreckenläufer

#### 1976–2000
- 1976: Kennie Asuncion, philippinische Badmintonspielerin
- 1976: Andreas Widhölzl, österreichischer Skispringer
- 1977: Jason Adasiewicz, US-amerikanischer Jazz-Vibraphonist und Komponist
- 1977: Aaron Armstrong, Sprinter aus Trinidad und Tobago
- 1977: Joey Didulica, australisch-kroatischer Fußballspieler
- 1977: Violetta Oblinger-Peters, österreichische Kanutin
- 1977: Oleg Velyky, deutscher Handballspieler
- 1978: Ronnie Bremer, dänischer Autorennfahrer
- 1978: Allison Forsyth, kanadische Skirennläuferin
- 1978: Paul Hunter, englischer Snookerspieler
- 1978: Usher Raymond, US-amerikanischer Sänger und Schauspieler
- 1979: Robert Gabel, deutscher Politikwissenschaftler und Politiker

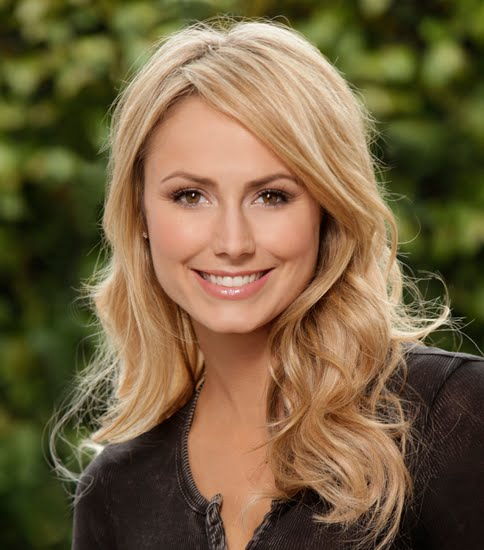
Stacy Keibler (* 1979)

- 1979: Stacy Keibler, US-amerikanische Wrestlerin
- 1979: Marcus Paus, norwegischer Komponist
- 1980: Paul Ambrossi, ecuadorianischer Fußballspieler
- 1980: Daniel Boschmann, deutscher Moderator
- 1980: Jens Bürkle, deutscher Handballspieler
- 1980ː Alesia Graf, belarussisch-deutsche Boxerin
- 1980: Niels Lodberg, dänischer Fußballspieler und -trainer
- 1980: Andy Ost, deutscher Sänger und Songwriter
- 1980: Susan Sideropoulos, deutsche Schauspielerin
- 1980: Ben Whishaw, britischer Schauspieler
- 1981: Tyoni Batsiua, nauruische Gewichtheberin
- 1982: Florian Hossner, deutscher Handballspieler
- 1982: Benh Zeitlin, US-amerikanischer Filmemacher
- 1983: Renato Civelli, argentinischer Fußballprofi
- 1983: Asmeron Habte, deutscher Fußballspieler
- 1983: Betty Heidler, deutsche Leichtathletin, Weltmeisterin
- 1984: Kevin Thomson, schottischer Fußballspieler
- 1984: Karen Bardsley, englische Fußballspielerin
- 1985: Manuel Belletti, italienischer Radrennfahrer
- 1985: Luke Sassano, US-amerikanischer Fußballspieler
- 1986: Friederike Becht, deutsche Schauspielerin
- 1986: Henrique Adriano Buss, brasilianischer Fußballspieler
- 1986: Mike Frantz, deutscher Fußballspieler
- 1986: Skyler Shaye, US-amerikanische Schauspielerin
- 1988: Yusef Ali, katarischer Fußballspieler
- 1988: William Henry Atkinson, englischer Fußballspieler
- 1988: Matthias Helferich, deutscher Politiker
- 1988: Robert Höller, deutscher Schauspieler
- 1988: Max Thieriot, US-amerikanischer Schauspieler
- 1990: Anthony Ujah, nigerianischer Fußballspieler
- 1991: Yaser Hacımustafaoğlu, türkischer Fußballspieler
- 1992: Laura Benkarth, deutsche Fußballspielerin
- 1993: Sverri Sandberg Nielsen, dänischer Ruderer
- 1995: Tobi Adewole, US-amerikanisch-nigerianischer Fußballspieler
- 1997: Hans-Laurin Beyerling, deutscher Kinderschauspieler
- 1997: Felix Hoffmann, deutscher Skispringer
- 1997: Andrij Kljestow, ukrainischer Billardspieler
- 1997: Toyosi Olusanya, englisch-nigerianischer Fußballspieler
- 1997: Lilia Vu, US-amerikanische Golferin
- 1998: Nina Kaiser, deutsche Schauspielerin und Sängerin

### 21. Jahrhundert
- 2000: Arthur Leclerc, monegassischer Automobilrennfahrer
- 2001: Rowan Blanchard, US-amerikanische Schauspielerin
- 2002: Eirik Hystad Solberg, norwegischer Skirennläufer
- 2003: Wu Yize, chinesischer Snookerspieler

## Gestorben

### Vor dem 16. Jahrhundert

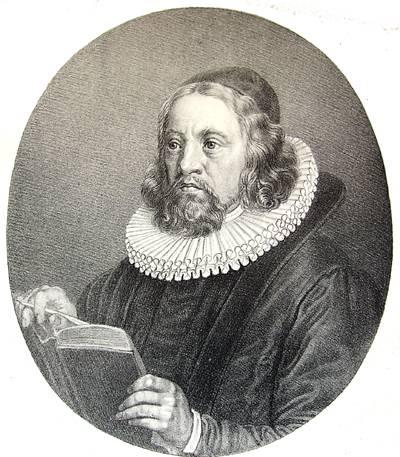
Thomas Kingo († 1703)
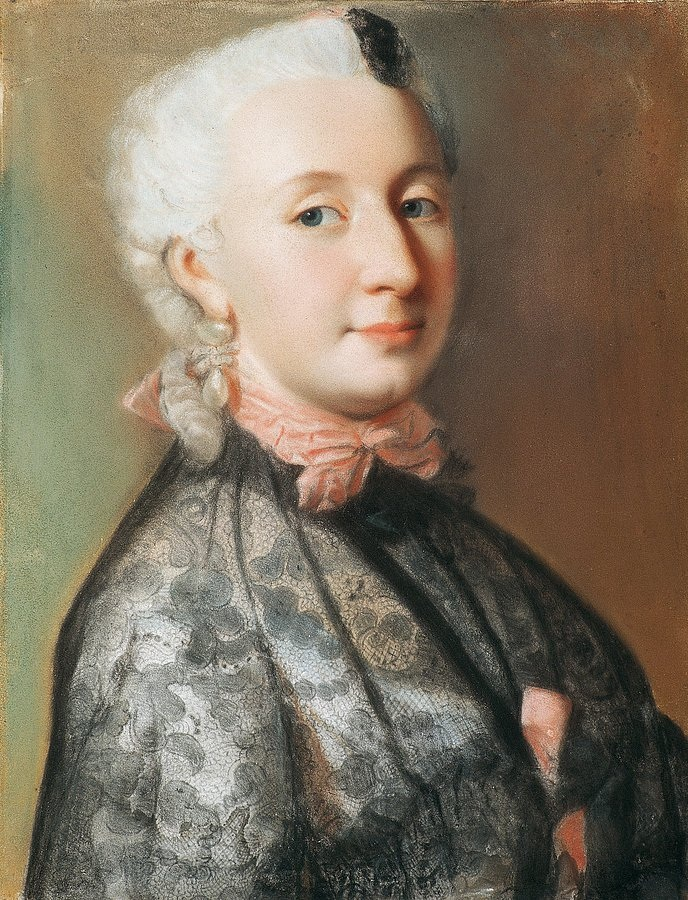
Wilhelmine von Preußen († 1758)

- 0530: Dioskur, Gegenpapst
- 0859: Liupram, Erzbischof von Salzburg
- 1047: Heinrich VII., Herzog von Bayern
- 1066: Gyrth Godwinson, Bruder von Harald II. von England
- 1066: Harald II., letzter angelsächsischer König vor der Eroberung Englands durch die Normannen
- 1066: Leofwine Godwinson, Bruder von Harald II. von England
- 1066: Taillefer, normannischer Barde
- 1077: Andronikos Dukas, byzantinischer General und Hofwürdenträger
- 1092: Nizam al-Mulk, Wesir der Seldschuken
- 1103: Humbert der Starke, Graf von Savoyen
- 1127: Heinrich II. von Werl, Bischof von Paderborn
- 1152: Rudolf I., Graf von Valois und Vermandois, Seneschall von Frankreich
- 1172: Ludwig II., Landgraf von Thüringen
- 1185: Alan von Auxerre, Bischof von Auxerre
- 1216: Konrad von Rodank, Bischof von Brixen
- 1217: Isabel von Gloucester, Ehefrau des späteren englischen Königs Johann Ohneland
- 1242: Elger IV. zu Hohenstein, erster Prior des Eisenacher Dominikanerklosters sowie Ratgeber und Vertrauter Heinrich Raspes
- 1256: Kujō Yoritsugu, japanischer Shogun
- 1279: Walram V., Herzog von Limburg
- 1292: Johann von Flandern, Bischof von Lüttich und Metz
- 1318: Edward Bruce, irischer Hochkönig, Bruder von Robert the Bruce
- 1347: Peter I. von Rosenberg, Landeshauptmann in Böhmen
- 1355: John de Lisle, englischer Adeliger und Militär
- 1416: Heinrich I., Herzog zu Braunschweig-Lüneburg
- 1424: Otto IV. von Hoya, Bischof von Münster
- 1437: Simon von Utrecht, Hamburger Schiffshauptmann aus den Niederlanden
- 1477: Friedrich von Sparneck, Gründer des Klosters Sparneck
- 1479: Margarete von Bayern, Prinzessin von Bayern-München und Markgräfin von Mantua
- 1495: Otto IV., Graf von Waldeck zu Landau

### 16. bis 18. Jahrhundert
- 1536: Garcilaso de la Vega, spanischer Soldat und Dichter
- 1539: Floris van Egmond, niederländischer Staatsmann und Militär
- 1541: Matthäus von Pappenheim, deutscher Humanist, Historiker, Genealoge und Domherr
- 1546: Johann Magenbuch, deutscher Mediziner und Leibarzt
- 1552: Oswald Myconius, Schweizer Reformator
- 1558: Mellin de Saint-Gelais, französischer Dichter, Hofpoet von Franz I.
- 1567: Barbara von Heppenheim genannt vom Saal, deutsche Adelige und Äbtissin des Zisterzienserinnenklosters Rosenthal (Pfalz)
- 1576: Konrad Heresbach, deutscher Humanist
- 1580: Jos Murer, Schweizer Glasmaler, Kartograf und Dramatiker
- 1611: Henriette de Savoie-Villars, Herzogin von Mayenne
- 1616: Martin Brenner, Fürstbischof von Seckau
- 1623: Jürgen Röttger, deutscher Steinmetz und Bildhauer
- 1639: Shōkadō Shōjō, japanischer Maler
- 1655: Daniel Beckher der Ältere, deutscher Mediziner
- 1658: Francesco I. d’Este, Herzog von Reggio, Modena
- 1669: Antonio Cesti, italienischer Kapellmeister und Komponist
- 1669: Domenico Fiasella, italienischer Maler
- 1673: Diego Osorio de Escobar, spanischer Bischof der katholischen Kirche und Vizekönig von Neuspanien
- 1677: Francis Glisson, britischer Arzt
- 1687: Sarı Süleyman Pascha, Großwesir des Osmanischen Reiches
- 1688: Joachim von Sandrart, Maler, Kupferstecher und Kunsthistoriker
- 1689: Adolf Johann I., schwedischer Reichsmarschall, Herzog von Stegeborg und Pfalz-Kleeburg
- 1699: Claude Bourdelin, französischer Chemiker und Apotheker
- 1701: Friedrich von Kospoth, kursächsischer Geheimer Rat und Oberaufseher der Grafschaft Mansfeld
- 1702: Franz Anton, Graf von Hohenzollern-Haigerloch
- 1703: Thomas Kingo, dänischer Bischof und Psalmendichter
- 1709: Lee Seo-woo, koreanischer Philosoph, Dichter und Politiker
- 1709: Wilhelm, Fürst von Anhalt-Harzgerode
- 1719: Arnold Houbraken, niederländischer Maler und Kunstschriftsteller
- 1732: Bogislaw Bodo von Flemming, brandenburgischer Generalleutnant
- 1733: Pietro Pariati, italienischer Dichter und Librettist
- 1745: David Erskine, 9. Earl of Buchan, schottischer Adeliger und Politiker
- 1746: Domenico Alberti, venezianischer Sänger und Komponist
- 1758: James Keith, britischer Lord und General
- 1758: Wilhelmine von Preußen, Markgräfin von Brandenburg-Bayreuth
- 1762: Hieronymus Pez, österreichischer Benediktinermönch, Philologe und Historiker
- 1765: Alexander David, herzoglicher braunschweigischer Hof- und Kammeragent und kaiserlicher Faktor
- 1767: Ernst von Apfaltern, österreichischer Jesuit und Philosoph
- 1769: Francesco Corradini, italienischer Komponist
- 1771: František Xaver Brixi, tschechischer Komponist, Organist und Kapellmeister
- 1771: Tobias Schramm, deutscher Instrumenten- und Orgelbauer
- 1780: Johann Georg Fischer, deutscher Orgelbauer
- 1790: William Hooper, Delegierter von North Carolina im Kontinentalkongress
- 1792: Sophie Charlotte Ackermann, deutsche Schauspielerin
- 1799: Johann Wendler, deutscher Buchhändler, Verleger und Stifter

### 19. Jahrhundert
- 1803: François Pierre Ami Argand, Schweizer Physiker, Chemiker, Erfinder und Unternehmer
- 1803: Ercole III. d’Este, Sohn von Herzog Francesco III. d’Este
- 1803: Jacques Gamelin, französischer Maler, Zeichner, Kupferstecher und Radierer des Frühklassizismus
- 1815: Christian Ludwig August von Arnswaldt, kurfürstlich-braunschweig-lüneburgischer Politiker
- 1817: Fjodor Uschakow, russischer Admiral
- 1831: Jean-Louis Pons, französischer Astronom
- 1832: Heinrich Meyer, Schweizer Maler und Kunstschriftsteller
- 1833: Vincenz August Wagner, österreichischer Jurist und Hochschullehrer
- 1843: Maximilian Emanuel von Lerchenfeld, deutscher Politiker
- 1844: Jan Baptiste de Jonghe, flämisch-belgischer Maler
- 1855: Ludwig von Jenichen, preußischer Generalleutnant
- 1856: Johann Kaspar Mertz, österreichischer Komponist und Gitarrenvirtuose
- 1857: Johan Christian Clausen Dahl, norwegischer Maler
- 1858: Marie Lang, österreichische Theosophin und Frauenrechtlerin
- 1862: Friedrich Rudolf Hasse, deutscher Theologe
- 1865: Cyprian Romberg, deutscher Cellist
- 1867: W. O. von Horn, deutscher Schriftsteller
- 1870: Karl Twesten, deutscher Politiker und Jurist
- 1872: Albrecht von Preußen, preußischer Prinz und General
- 1876: Francis Ormand Jonathan Smith, US-amerikanischer Politiker
- 1877: Antoine Elwart, französischer Komponist, Musikpädagoge und -wissenschaftler
- 1879: Karl Anton Eckert, deutscher Komponist
- 1879: Ferdinand Kürnberger, österreichischer Schriftsteller
- 1884: Heinrich Wilhelm Neumann, deutscher Psychiater
- 1891: Julius Jolly, deutscher Politiker, Staatsminister und Regierungschef in Baden
- 1892: Peter Nicolai Arbo, norwegischer Maler
- 1896: Italo Campanini, italienischer Opernsänger (Tenor)
- 1896: Hermann Manz, deutscher Verleger, Buch- und Kunsthändler
- 1899ː Charlotte Embden, deutsche Salonnière und Schwester von Heinrich Heine

### 20. Jahrhundert

#### 1901–1950
- 1903: Ernst-Arved Senft, Schweizer evangelischer Geistlicher und Bischof der Evangelischen Brüder-Unität
- 1909: Gottfred Matthison-Hansen, dänischer Komponist
- 1910: Rudolf Lindau, deutscher Schriftsteller und Diplomat

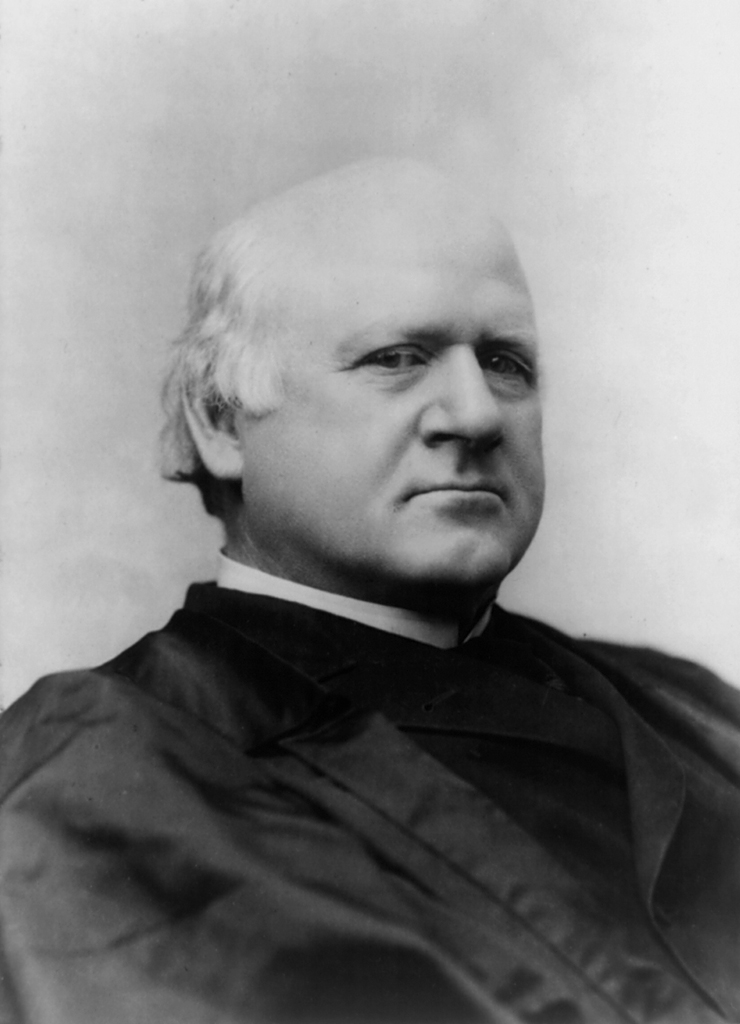
John Marshall Harlan († 1911)
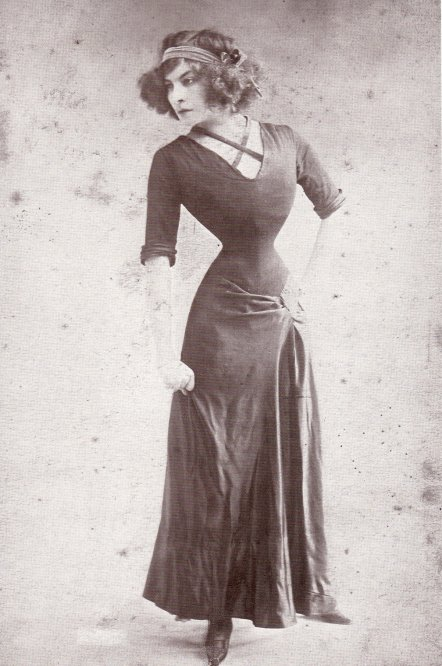
Polaire († 1939)
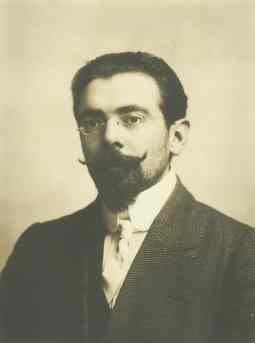
António Maria da Silva († 1950)

- 1911: John Marshall Harlan, US-amerikanischer Richter am Obersten Gerichtshof
- 1911: Hans Schmid, Schweizer Flugpionier
- 1913: Norbert Hanrieder, österreichischer Mundartdichter
- 1913: Ferdinand Rüegg, Bischof von St. Gallen
- 1917: Robert von Diessbach, Schweizer Jurist, Heimatforscher und Tierschützer
- 1919: Ludwig Strakosch, österreichischer Opernsänger
- 1923: George Elbridge Whiting, US-amerikanischer Komponist und Organist
- 1924: Helen Smith Woodruff, US-amerikanische Schriftstellerin
- 1925: Eugen Sandow, Begründer des modernen Bodybuildings
- 1927: Eero Erkko, finnischer Journalist und Politiker
- 1927: Heinrich XXIV., Fürst Reuß zu Greiz
- 1934: Marie Lang, österreichische Frauenrechtlerin
- 1934: Leonid Sobinow, russischer Opernsänger
- 1939: Friedrich Simon Archenhold, Astronom und Mitbegründer der Archenhold-Sternwarte in Berlin-Treptow
- 1939: Polaire, französische Chansonnière und Schauspielerin
- 1941: Arthur Holitscher, Schriftsteller
- 1944: Ludwig Frankenthal, deutscher Chirurg
- 1944: Erwin Rommel, deutscher Generalfeldmarschall, Befehlshaber des deutschen Afrikakorps
- 1945: Karl Hayd, österreichischer Maler und Grafiker
- 1949: Karl Adrian, österreichischer Heimatforscher
- 1950: António Maria da Silva, portugiesischer Ministerpräsident

#### 1951–2000
- 1951: Hermann Graf von Attems-Heiligenkreuz, österreichischer Politiker und K.u.K. Kämmerer
- 1955ː Magdalene Gräfin zu Stolberg-Wernigerode, Äbtissin des Klosters Drübeck
- 1956: Benno Georg Eduard Wilhelm Joachim von Arent, deutscher Architekt
- 1957: Natanael Berg, schwedischer Komponist
- 1958: Douglas Mawson, britisch-australischer Antarktisforscher
- 1959: Errol Flynn, US-amerikanischer Schauspieler
- 1959: Heinz Meyer, deutscher Politiker, MdB
- 1959: Karl Scharrer, österreichischer Agrikulturchemiker
- 1960: Sigurd Hoel, norwegischer Schriftsteller
- 1960: Abram Fjodorowitsch Joffe, sowjetischer Physiker
- 1961: Paul Ramadier, französischer Ministerpräsident
- 1961ː Harriet Shaw Weaver, britische Autorin und Feministin
- 1964: Carlos Lillo, chilenischer Boxer
- 1964: Horst Platen, deutscher Komponist, Dirigent und Theaterintendant, sowie Sendeleiter des NORAG-Nebensenders Hannover
- 1967: Marcel Aymé, französischer Schriftsteller
- 1968: Bert Gunther, niederländischer Ruderer
- 1969: Hans Mühlenfeld, deutscher Botschafter
- 1972: Maria Elisabeth Ammann, deutsche Wohlfahrtspflegerin
- 1972: Joseph Kaminski, aus der Ukraine gebürtiger polnisch-israelischer Komponist und Violinist
- 1976: Alexander Chwylja, sowjetischer Schauspieler
- 1976: Edith Evans, britische Schauspielerin
- 1977: Bing Crosby, US-amerikanischer Sänger und Schauspieler
- 1978: Bolesław Kardinal Filipiak, polnischer Geistlicher, Kurienkardinal
- 1979: Arthur Mendel, US-amerikanischer Chordirigent, Musikwissenschaftler und -pädagoge
- 1981: Elsa Scholten, deutsche Schauspielerin
- 1982: Gerhard Kreyssig, deutscher Politiker
- 1984: Richard Attlesey, US-amerikanischer Hürdenläufer
- 1984: Martin Ryle, britischer Physiker, Nobelpreisträger
- 1985: Harry Friedauer, deutscher Schauspieler und Operettensänger
- 1985: Emil Gilels, ukrainischer Pianist
- 1986: Barbara Kostrzewska, Sängerin und Musikpädagogin
- 1986: Bilal Xhaferr Xhaferri, albanischer Schriftsteller und Publizist
- 1987: Rodolfo Halffter, spanisch-mexikanischer Komponist
- 1987: Emmy Loose, österreichische Opernsängerin
- 1988: René Vietto, französischer Radrennfahrer
- 1989: Robert Blot, französischer Geiger, Dirigent und Musikpädagoge
- 1989: Martin Broszat, deutscher Historiker
- 1989: Lucy Doraine, ungarischer Stummfilmstar
- 1989: Hans Körnig, deutscher Graphiker und Maler
- 1990: Leonard Bernstein, US-amerikanischer Komponist und Dirigent
- 1990: Armin Dassler, deutscher Unternehmer und Sportschuhfabrikant
- 1990: Daniel Guilet, französisch-amerikanischer Geiger und Musikpädagoge russischer Herkunft
- 1991: Gianni Dova, italienischer Maler
- 1991: John Newmark, kanadischer Pianist
- 1995: Edith Pargeter, britische Schriftstellerin (Ellis Peters)
- 1996: Jean Grimaldi, kanadischer Schauspieler, Sänger und Autor
- 1997: Harold Robbins, US-amerikanischer Schriftsteller
- 1998: Adolf Althoff, deutscher Artist, Dompteur und Zirkusdirektor
- 1999: Julius Nyerere, tansanischer Politiker
- 1999: Manfred Wolter, deutscher Autor und Regisseur
- 2000: Rudolf Schenda, deutsch-schweizerischer Volkskundler und Erzählforscher

### 21. Jahrhundert
- 2001: Erika Mitterer, österreichische Schriftstellerin
- 2002: Keizō Hino, japanischer Schriftsteller
- 2002: Norbert Schultze, deutscher Komponist (Lili Marleen)
- 2002: Seymour Rexite, polnisch-US-amerikanischer Schauspieler und Sänger des jiddischen Theaters, Radios und Fernsehens
- 2003: Mokhtar Ould Daddah, mauretanischer Politiker
- 2003: Heinz Quermann, deutscher Fernsehunterhalter in der DDR
- 2004: Juan Francisco Fresno Larraín, chilenischer Geistlicher, Erzbischof von Santiago de Chile, Kardinal
- 2005: Edmund Bacon, US-amerikanischer Architekt und Städtebauer
- 2005: Herbert Hufnagl, österreichischer Journalist und Kolumnist
- 2006: Fritz Manasse, deutscher Jurist
- 2006: Pranas Vaičekonis, litauischer Kirchenrechtler und Priester, Theologe und Professor für Kanonisches Recht
- 2006: Alfred Hans Zoller, deutscher Komponist und Jazzpianist, Kantor und Organist
- 2007: Big Moe, US-amerikanischer Rapper

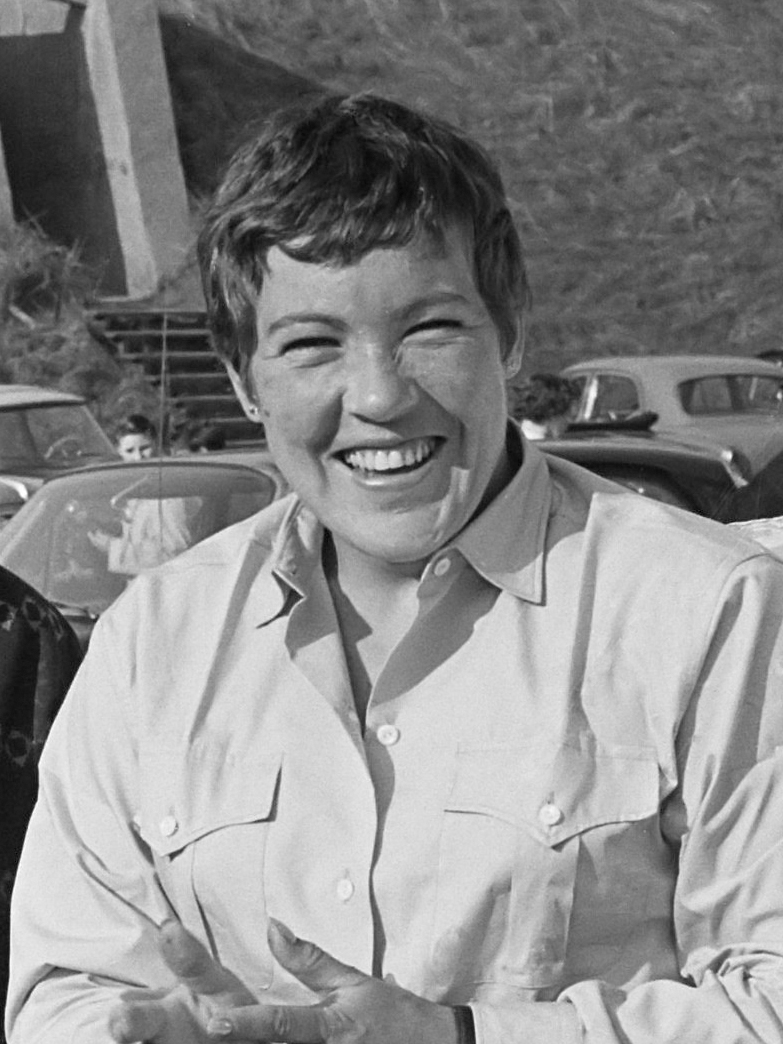
Pat Moss († 2008)
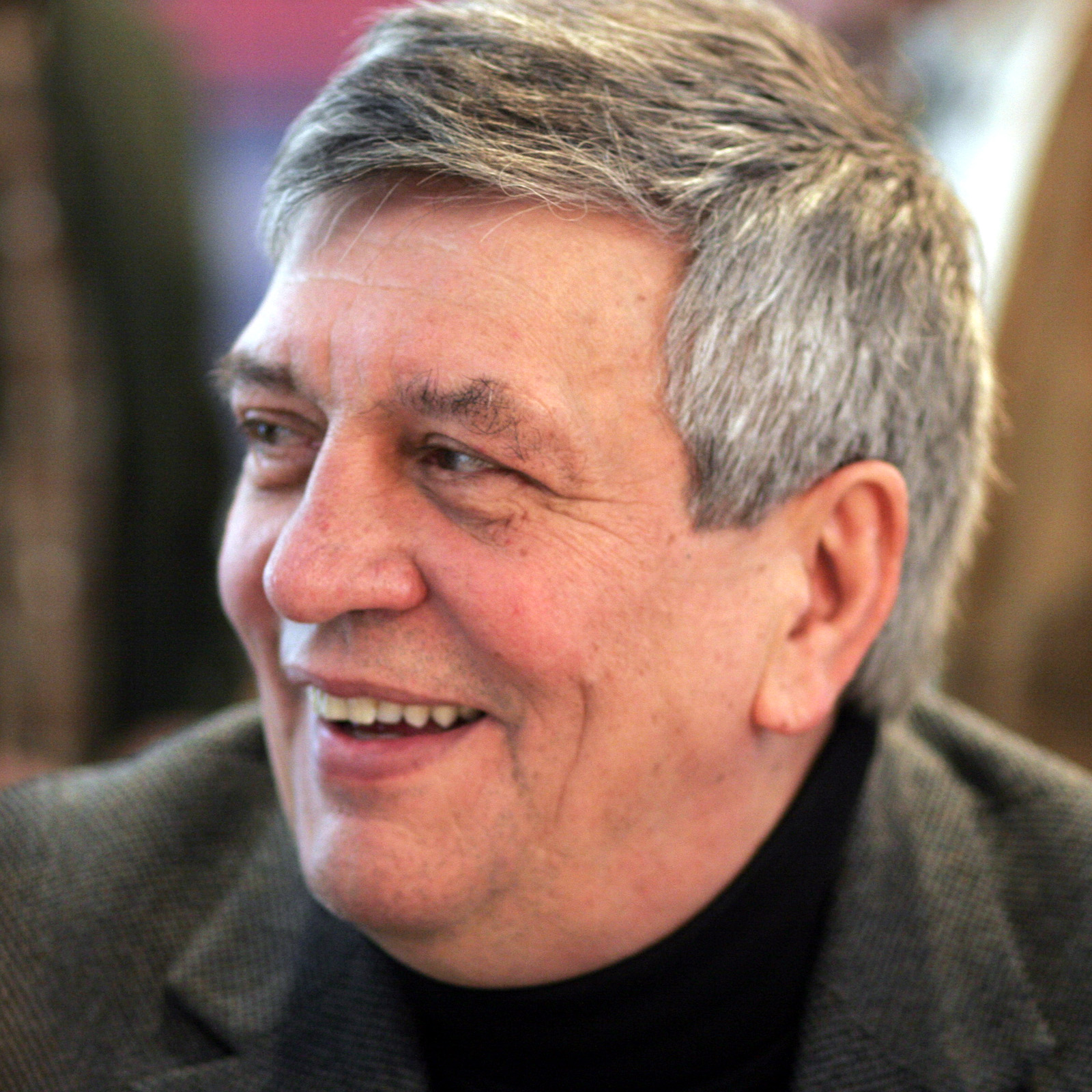
Hermann Scheer († 2010)
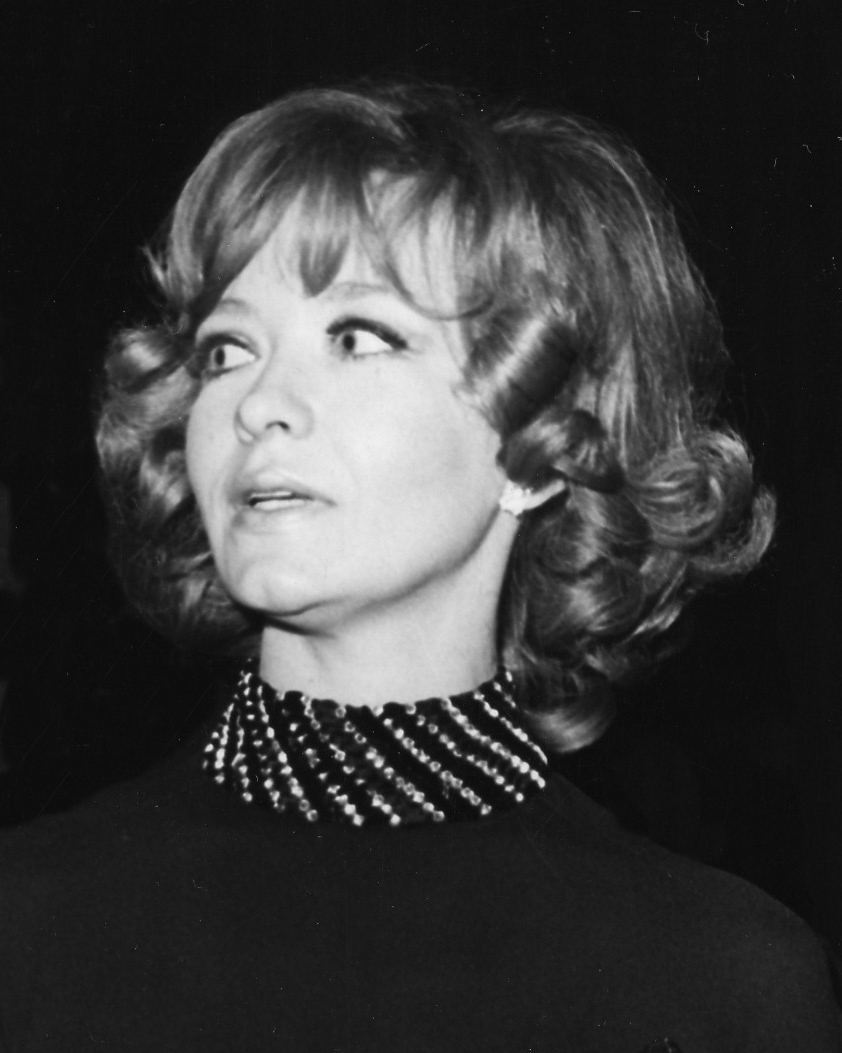
Milena Dravić († 2018)
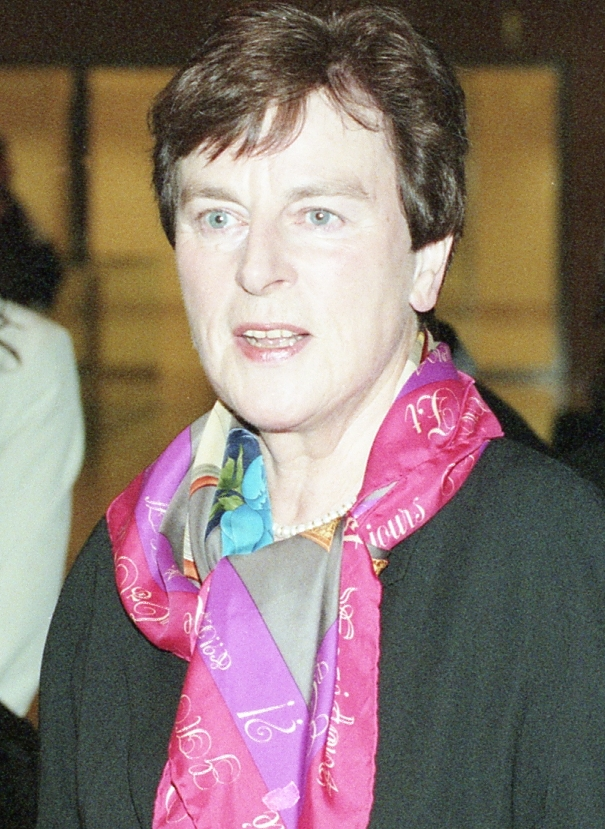
Anke Fuchs († 2019)

- 2008: Barrington J. Bayley, britischer Schriftsteller
- 2008: Terry Fox, US-amerikanischer Aktionskünstler, Maler und Bildhauer
- 2008: Pat Moss, britische Rallyefahrerin
- 2009: Orfila Bardesio, uruguayische Dichterin
- 2009: Simone Frost, deutsche Schauspielerin
- 2009: Bruce Wasserstein, US-amerikanischer Investmentbanker
- 2010: Benno Artmann, deutscher Mathematiker
- 2010: Thomas Fuchsberger, deutscher Musiker und Autor
- 2010: Benoît Mandelbrot, französisch-US-amerikanischer Mathematiker
- 2010: Constance Reid, US-amerikanische Autorin und Mathematikhistorikerin
- 2010: Hermann Scheer, deutscher Politiker, Träger des Alternativen Nobelpreises
- 2010: Tadeusz Styczeń, polnischer Theologe
- 2011: Laura Pollán, kubanische Lehrerin und Menschenrechtsaktivistin (Damen in Weiß)
- 2012: Michael Asher, US-amerikanischer Konzeptkünstler
- 2012: Arlen Specter, US-amerikanischer Politiker
- 2013: Bruno Metsu, französischer Fußballspieler und -trainer
- 2014: Marcello Argilli, italienischer Rechtsanwalt, Journalist, Schriftsteller, Kinderbuchautor und Comicautor
- 2015: Mathieu Kérékou, beninischer Politiker und Staatspräsident
- 2015: Josef Wolfsegger, österreichischer Politiker
- 2016: Pierre Étaix, französischer Clown, Schauspieler, Zeichner, Filmregisseur und Autor
- 2017: Wolfgang Bötsch, deutscher Politiker und Bundesminister
- 2017: Roger Delageneste, französischer Autorennfahrer
- 2017: Richard Wilbur, US-amerikanischer Dichter und Übersetzer
- 2018: Eduardo Arroyo, spanischer bildender Künstler
- 2018: Milena Dravić, jugoslawische bzw. serbische Schauspielerin
- 2018: Wolfgang Krueger, deutscher Politiker
- 2019: Harold Bloom, US-amerikanischer Literaturwissenschaftler
- 2019: Mike Brockman, US-amerikanischer Unternehmer und Autorennfahrer
- 2019: Anke Fuchs, deutsche Politikerin
- 2019: Danny Grant, kanadischer Eishockeyspieler und -trainer
- 2019ː Christa Mühl, deutsche Regisseurin
- 2019: Sulli, Sängerin und Schauspielerin
- 2020: Rhonda Fleming, US-amerikanische Schauspielerin und Sängerin
- 2020: Herbert Kretzmer, südafrikanischer Liedtexter
- 2020: Kuniwo Nakamura, palauischer Politiker
- 2022: Raymond Argentin, französischer Kanute
- 2022: Robbie Coltrane, britischer Schauspieler
- 2022: Yoshiki Hiki, japanischer Ruderer und Chirurg
- 2022: Alexandros Nikolaidis, griechischer Taekwondoin
- 2022: Roberto Vencato, italienischer Regattasegler
- 2022: Ralf Wolter, deutscher Schauspieler
- 2023: Piper Laurie, US-amerikanische Schauspielerin
- 2024: Umberto Grano, italienischer Autorennfahrer
- 2024: Janet L. Nelson, britische Historikerin

## Feier- und Gedenktage
- Kirchliche Gedenktage
  - Jakob der Notar, persischer Märtyrer (evangelisch)
  - Hl. Burkard von Würzburg, angelsächsischer Mönch und Bischof (römisch-katholisch)
- Namenstage
  - Alan, Gwendolin

Weitere Einträge enthält die Liste von Gedenk- und Aktionstagen.